# Air Berlin
Die Air Berlin PLC & Co. Luftverkehrs KG i.I. (Eigenschreibweise ab 2008 airberlin) mit Sitz in Berlin und Basen auf den Flughäfen Berlin-Tegel und Düsseldorf war eine deutsche Fluggesellschaft. Sie war zuletzt eine hundertprozentige Tochter der börsennotierten Air Berlin PLC, deren größter Einzelaktionär zuletzt die emiratische Etihad Airways war.
Im August 2017 beantragte Air Berlin die Eröffnung eines Insolvenzverfahrens, der eigenwirtschaftliche Flugbetrieb wurde mit Hilfe einer Bundesbürgschaft bis Ende Oktober 2017 fortgeführt. Air Berlin war bis dahin die zweitgrößte Fluggesellschaft Deutschlands.
Teile der Gesellschaft, darunter das Geschäft am Flughafen Tegel und die Tochtergesellschaft LGW, wurden an die Lufthansa und easyJet verkauft.

## Geschichte

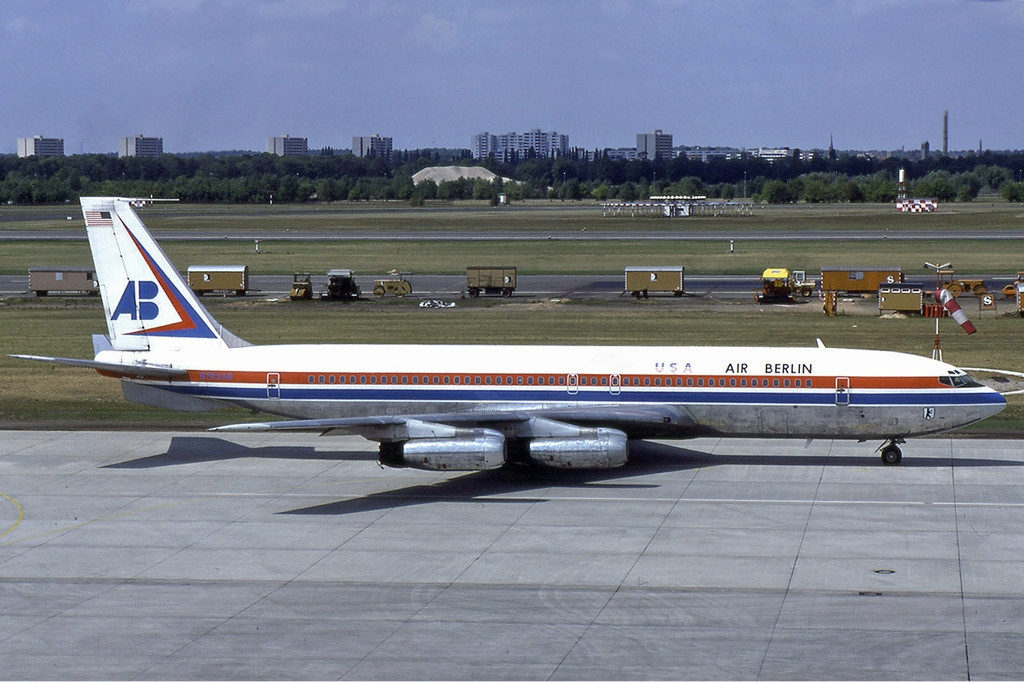
Boeing 707-300 der Air Berlin USA im Jahr 1980

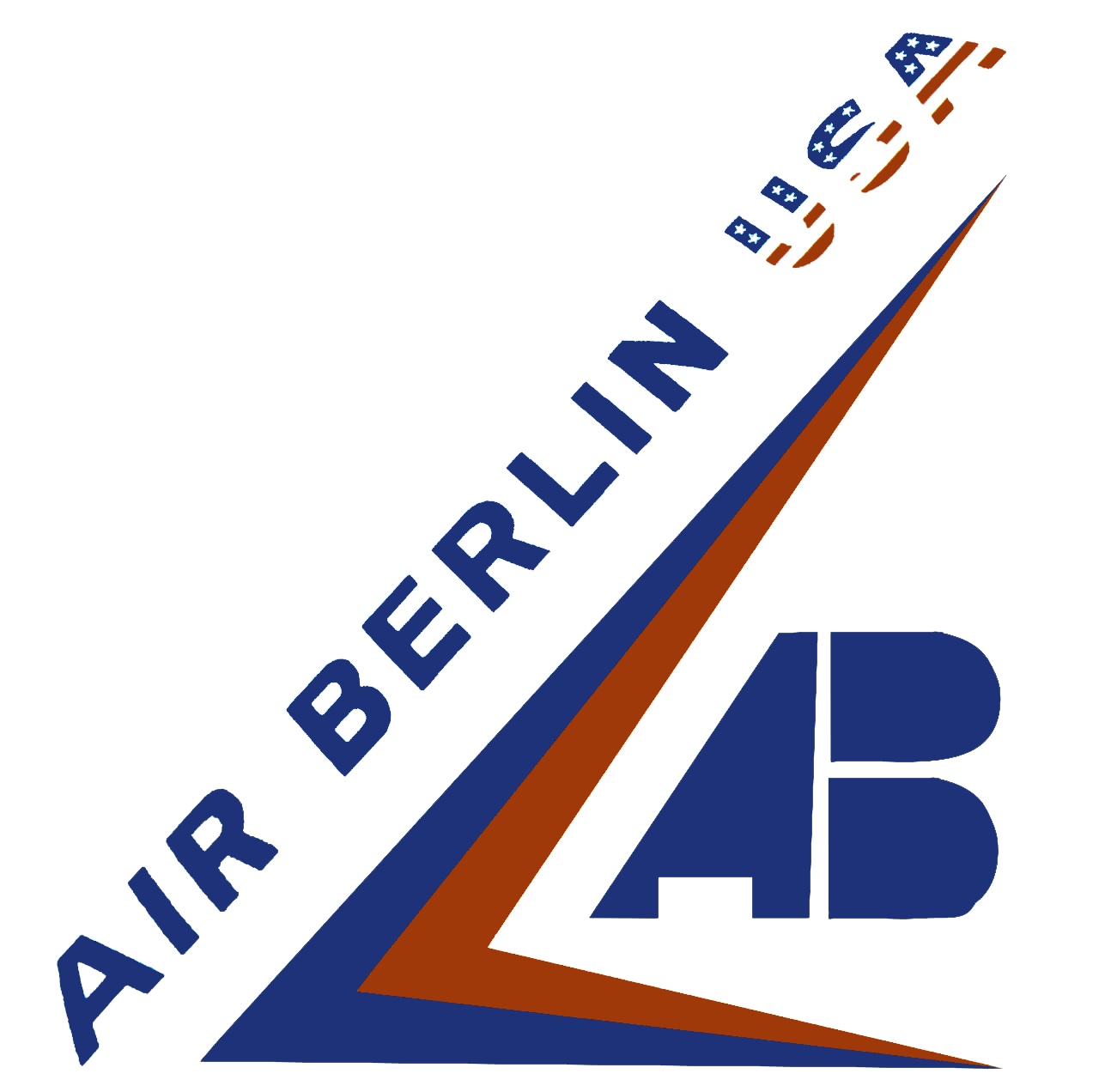
Logo der Air Berlin USA

### Gründung und erste Jahre
Nachdem der amerikanische Pilot Kim Lundgren im Zuge der Ölpreiskrise seine Arbeit bei der Pan Am verloren hatte, gründete er im Juli 1978 die Air Berlin Inc. als Charterfluggesellschaft unter Zulassung durch die FAA im US-Bundesstaat Oregon, um Flüge von und nach West-Berlin anzubieten, was nach dem Zweiten Weltkrieg bis zur deutschen Wiedervereinigung 1990 nur Flugzeugen der Siegermächte gestattet war. Offizieller Sitz der Air Berlin USA war Miami, das zeitweise auch von Berlin aus angeflogen wurde.
Der erste Flug der Gesellschaft führte am 28. April 1979 mit einer Boeing 707 von Berlin nach Palma de Mallorca. 1981 wurden die beiden 707 durch zwei kleinere Boeing 737 ersetzt. Air Berlin spezialisierte sich auf Ziele rund um das Mittelmeer, Palma war lange Zeit das meistangeflogene Ziel der Gesellschaft.

### Wachstum nach der Wiedervereinigung Deutschlands ab 1990

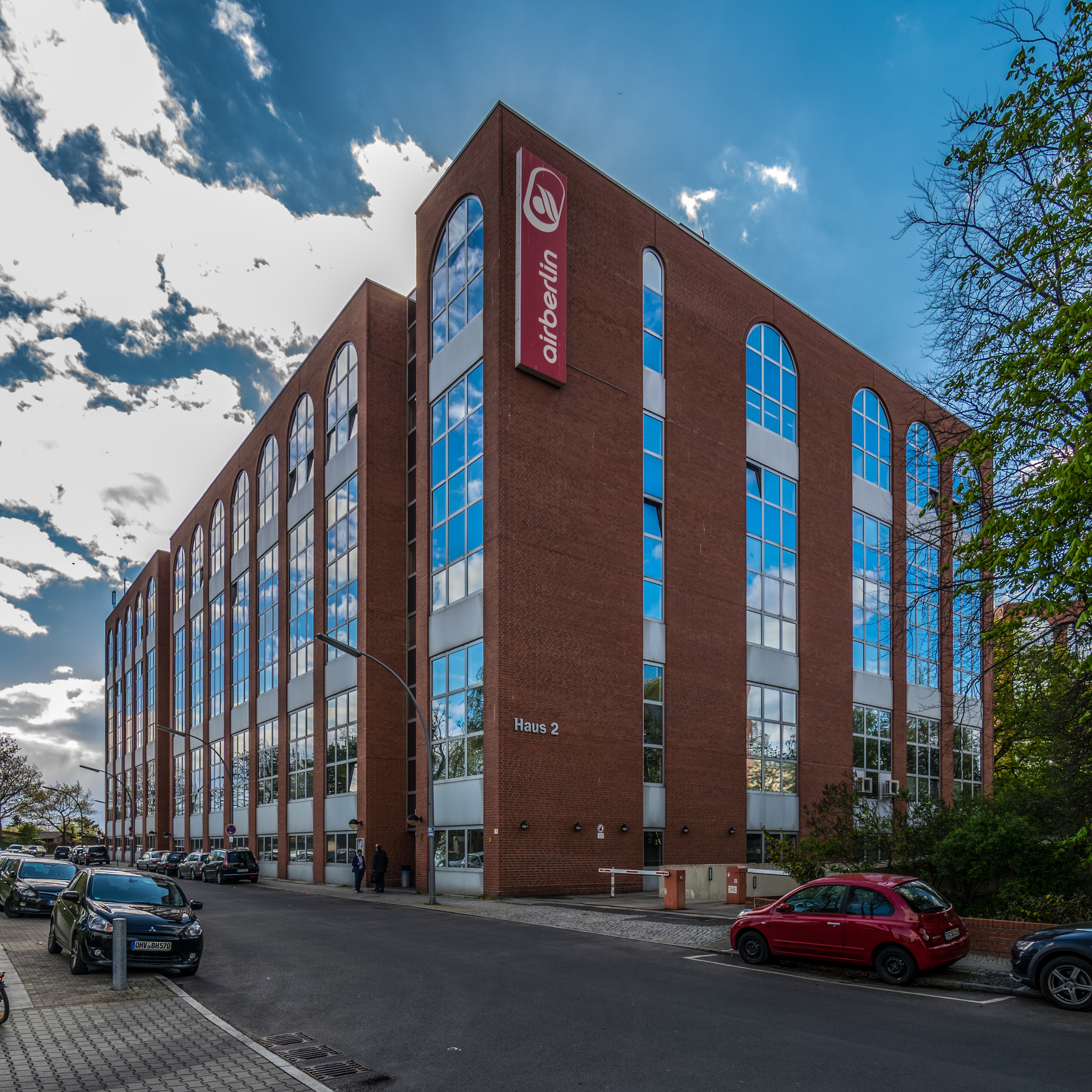
Der ehemalige Hauptsitz der Air Berlin in Berlin-Charlottenburg-Nord

Nach der deutschen Einheit fiel auch die Lufthoheit der Alliierten, sodass ein Zulassungswechsel zum Luftfahrt-Bundesamt notwendig wurde. Am 16. April 1991 gründeten Joachim Hunold und Kim Lundgren die deutsche Air Berlin GmbH & Co. Luftverkehrs KG und übernahmen die Air Berlin Inc. In der Folgezeit änderte der geschäftsführende Gesellschafter Joachim Hunold das Unternehmensprofil grundsätzlich.
1998 bot Air Berlin erstmals zehn Prozent der Sitzplatzkapazität direkt ohne Pauschalarrangement eines Veranstalters an, gleichzeitig startete ein täglicher Mallorca-Shuttle von Berlin, Düsseldorf und Paderborn. Mit zehn Flugzeugen wurden von neun deutschen Flughäfen sowie von Luxemburg aus Urlaubsziele um das Mittelmeer bedient. Seit 1999 war Air Berlin Mitglied der IATA. Bis 2001 stieg der Anteil der direkt verkauften Sitzplätze auf ein Viertel. Mit 25 Maschinen vom Typ Boeing 737-800 wurden von 14 deutschen Flughäfen Ferienziele angeflogen. Als Reaktion auf die aufkommenden Billigfluggesellschaften begann Air Berlin im September 2002 damit, unter der Bezeichnung „City-Shuttle“ Verbindungen zu europäischen Großstädten mit hohem touristischen Aufkommen anzubieten.
2004 erwarb Air Berlin 24 Prozent der Anteile an der österreichischen Fluggesellschaft Niki. Die Fluggesellschaft Germania, die seinerzeit 577 Mitarbeiter beschäftigte und über eine Flotte von 44 Flugzeugen verfügte, sollte Ende 2005 durch einen Managementvertrag an Air Berlin gebunden werden; Vorbild hierfür war die bereits bestehende Partnerschaft der Air Berlin mit Niki. Air Berlin mietete Flugzeuge von Germania, im Gegenzug stellte Germania die von beiden Gesellschaften stark umkämpften Flüge nach Zürich und Wien ein. Der Vertrag kam jedoch nicht zustande; die Erbengemeinschaft der Germania konnte sich nicht über eine Übernahme durch Air Berlin einigen, Germania blieb daher eigenständig.

### Börsengang
Im Vorfeld des für 2006 geplanten Börsengangs änderte Air Berlin im Januar ihre Unternehmensform von einer GmbH & Co. KG in eine Limited & Co. KG und überführte dabei die GmbH in eine Aktiengesellschaft nach britischem Recht (PLC). In diesem Fall ist die PLC, anstelle einer deutschen juristischen Person, ausländischer persönlich haftender Gesellschafter (Komplementär) der deutschen Kommanditgesellschaft. Als Grund für diese Änderung wurden u. a. bilanzrechtliche Vorteile und bessere Abschreibungsmöglichkeiten sowie die Umgehung der Unternehmensmitbestimmung genannt.
Der Börsengang der Air Berlin PLC war zunächst für den 5. Mai 2006 angesetzt, dann aber kurzfristig verschoben, da die ursprüngliche Preisspanne von 15 Euro bis 17,30 Euro zu hoch angesetzt worden war. Am 10. Mai 2006 wurde der Preis dann mit 12 Euro je Aktie bekanntgegeben, woraus sich ein Gesamterlös von 510 Millionen Euro ergab, rund 360 Millionen Euro weniger als ursprünglich geplant. Die Erstnotierung fand am 11. Mai 2006 statt. Nach dem Börsengang befanden sich 38,41 Prozent im Streubesitz, 16,36 Prozent bei der Deutschen Bank, 8,58 Prozent bei der Ringerike Luftfahrtbeteiligung, 8,40 Prozent bei Hans-Joachim Knieps und weiteren Investoren.

### Wachstum durch Übernahmen

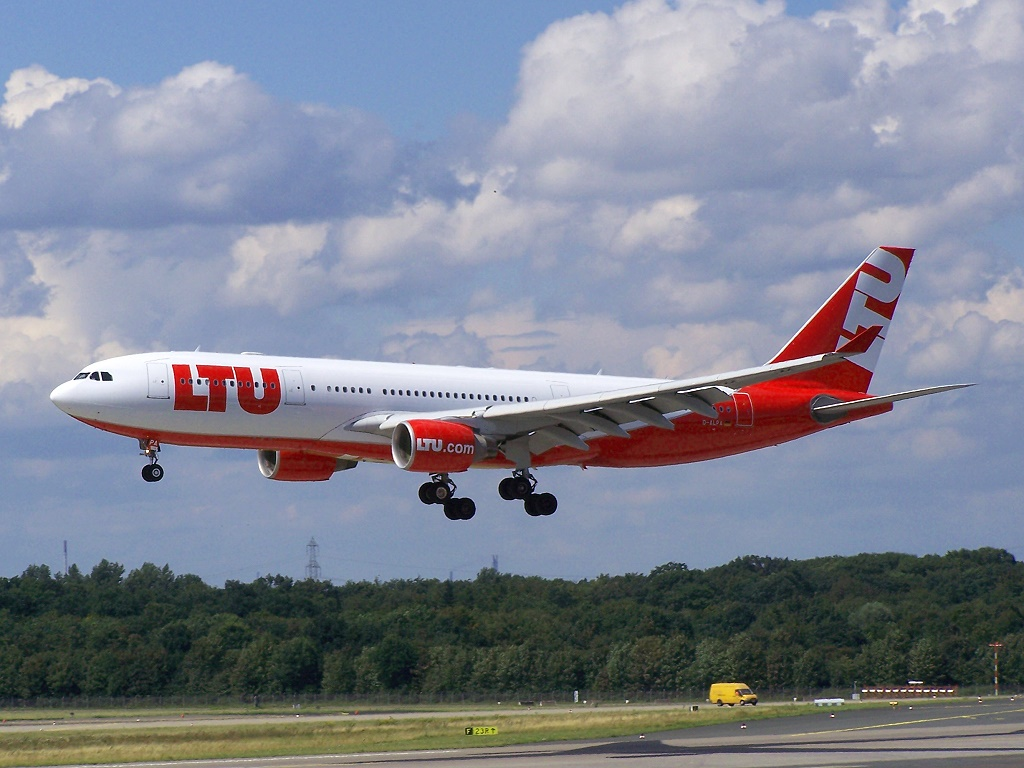
Airbus A330-200 der LTU in deren letzter Bemalung, die schließlich von Air Berlin übernommen wurde

Im August 2006 übernahm die Air Berlin die deutsche Fluggesellschaft dba von der Intro Verwaltungs GmbH und der Aton GmbH, deren Preis laut dem Nachrichtenmagazin Focus 120 Millionen Euro betragen haben soll. Der Kaufpreis wurde mit Barmitteln beglichen. Zusammen kamen beide Fluggesellschaften 2006 auf ein Passagieraufkommen von 19,7 Millionen nach 17,5 Millionen im Vorjahr. Daran hatte Air Berlin einen Anteil von gut 15,2 Millionen und dba einen Anteil von knapp 4,5 Millionen. Die Marke dba wurde bis April 2007 vom Markt genommen. Die Flugpläne der beiden Gesellschaften wurden mit Beginn des Sommerflugplans 2007 aufeinander abgestimmt; bereits seit November 2006 flogen Teile der Flotte der ehemaligen dba in den Farben von Air Berlin mit dem Zusatz als kleiner Sticker neben der vorderen linken Einstiegstür „powered by dba“. Diesen Sticker fand man auch an jedem Flugzeug der dba. Die dba existierte zunächst als eigenständige Tochtergesellschaft weiter und betrieb neun Flugzeuge. Nachdem die Verwaltung und die Technik der dba schon aufgelöst und von Air Berlin übernommen worden waren, wurde zum 30. November 2008 der Flugbetrieb komplett eingestellt. Bedingt durch einen Warnstreik der dba-Flugbegleiter am 14. November 2008 entzog Air Berlin der dba alle Flugaufträge und legte so den dba-Flugbetrieb noch am selben Tag still; den Arbeitnehmern wurden Stellen bei Air Berlin angeboten.
Am 27. März 2007 wurde die Übernahme der deutschen Traditionsgesellschaft LTU durch Air Berlin bekanntgegeben. Der Name LTU sollte damals im Langstreckenverkehr bestehen bleiben, die Kurz- und Mittelstreckenflugzeuge gingen komplett im damit weiter wachsenden Streckennetz der Air Berlin auf. Des Weiteren wurde die Bemalung der Air-Berlin-Flotte an die damals noch kurz zuvor neu eingeführte Bemalung von LTU angepasst. Von Seiten des Bundeskartellamts wurden zunächst Bedenken hinsichtlich der Übernahme angemeldet. Am 8. August 2007 genehmigte das Kartellamt die Übernahme der LTU jedoch ohne Auflagen. Zwischenzeitlich hatte Air Berlin bekanntgegeben, die Marke LTU nicht weiter zu nutzen, die verbliebenen Flugzeuge wurden umlackiert.
Ebenfalls 2007 erwarb Air Berlin eine 49-prozentige Beteiligung an der Schweizer Fluggesellschaft Belair Airlines vom bisherigen Alleineigentümer Hotelplan. Die Beteiligung wurde am 21. August 2007 von den deutschen und Schweizer Kartellämtern und von der EU-Kommission genehmigt. Durch die Beteiligung verstärkte Air Berlin seine Aktivitäten auf den internationalen Strecken ab der Schweiz. Im November 2007 übernahm Air Berlin alle europäischen Flüge der Belair, während die Maschinen der Belair die Bemalung der Air Berlin bekamen. Alle Flüge aus der Schweiz in Nicht-EU-Länder wurden unter 4T-Flugnummer und mit Belair-Fluggerät durchgeführt. Die Langstreckenflüge der Belair wurden zum Sommerflugplan 2009 eingestellt, die hierfür genutzten Boeing 757 und 767 wurden ausgemustert. Parallel dazu erlangte Air Berlin im Oktober 2009 volle Kontrolle über Belair.
Am 20. September 2007 gab Air Berlin bekannt, mit Condor eine weitere deutsche Fluggesellschaft übernehmen zu wollen. Die Thomas Cook Group, Hauptanteilseigner der Condor, wollte dazu bis zum 10. Februar 2009 ihre Anteile an Condor Flugdienst in Air Berlin einbringen und sollte im Gegenzug mindestens 500 Millionen Euro in bar und Aktienanteile an Air Berlin erhalten. Das Bundeskartellamt hatte die Prüfungsfrist mehrmals verlängert. Der Antrag auf Genehmigung der Fusion wurde jedoch am 11. Juli 2008 durch Air Berlin und den Reiseveranstalter Thomas Cook wegen „erheblich veränderter wirtschaftlicher Rahmenbedingungen“ zurückgezogen.

Logo der Air Berlin bis 7. Januar 2008

Mitte Dezember 2007 stellte Air Berlin ihren Mitarbeitern ein neues Logo inklusive neuem Corporate Design auf Basis der noch von LTU kurz vor deren Übernahme eingeführten Flugzeugbemalung vor. Der Grundstil in rot/weiß blieb dabei erhalten, der Rot-Ton wurde jedoch heller und die Form- und Schriftsprache moderner gestaltet. Offiziell wurde das Logo am 7. Januar 2008 der Öffentlichkeit präsentiert. Der Air-Berlin-Schriftzug wird nunmehr klein- und zusammen geschrieben. Ergänzt wird das Logo teilweise durch den Slogan „Your Airline“ (englisch für „Deine Fluggesellschaft“).

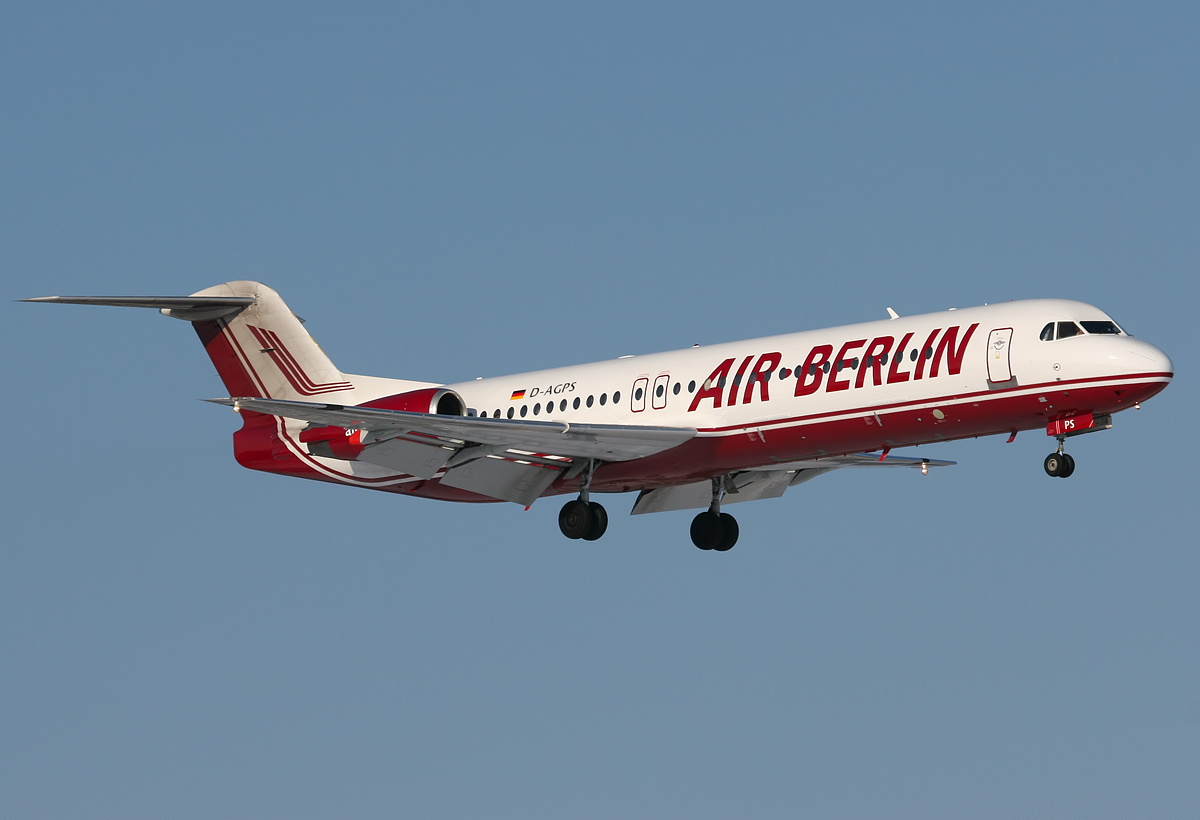
Fokker 100 der Germania in den damaligen Farben der Air Berlin (2007)

Im September 2008 bestätigte Air Berlin Fusionsgespräche mit dem Wettbewerber TUIfly, ergänzte die Nachricht jedoch um den Hinweis, „mit allen“ zu sprechen. Air Berlin flog bereits bis 2007 für TUIfly viele Flüge mittels eines Codeshare-Abkommens. Ende März 2009 besiegelten Air Berlin und TUI Travel für ihr deutsches Fluggeschäft eine langfristig ausgerichtete strategische Allianz. Eine Überkreuzbeteiligung der beiden Gesellschaften von ursprünglich jeweils 19,9 Prozent wurde beim Bundeskartellamt zur Genehmigung angemeldet. Nach Bedenken desselben wurde diese Überkreuzbeteiligung nicht umgesetzt. Stattdessen übernahm TUI Travel über eine Tochtergesellschaft im Rahmen einer Kapitalerhöhung im Oktober 2009 einen Anteil von 9,9 Prozent an Air Berlin.
Mit Beginn des Winterflugplans 2009/10 am 25. Oktober 2009 übernahm Air Berlin dann das Städte-Streckennetz der TUIfly von 117 Strecken, 55 davon in Italien. Hierfür vercharterte TUIfly für die Wintersaison 2009/10 zunächst 13 und ab Sommer 2010 dann 14 Flugzeuge über einen langfristigen Leasingvertrag inklusive Besatzungen an Air Berlin.
Ende März 2009 wurde bekannt, dass die ESAS Holding des türkischen Industriellen Ali Sabancı einen Anteil von 15,3 % an Air Berlin von der Schweizer Großbank UBS übernehmen werde. ESAS war zuletzt zweitgrößter Aktionär und hielt 12,1 % an Air Berlin (Stand: 30. Juni 2017). Die ESAS Holding ist u. a. Mehrheitseignerin der Pegasus Airlines, der größten privaten Fluggesellschaft der Türkei. Aus dieser Verbindung ging später, im November 2011, unter dem Namen Air Berlin Turkey eine neue Marke hervor; diese deckte den Charterflug-Markt zwischen Deutschland und der Türkei ab und wurde 2013 wieder eingestellt.
2010 wollte Air Berlin seinen langjährigen Kooperationspartner, die österreichische Fluggesellschaft Niki, komplett in das eigene Unternehmen einbinden. Dazu beabsichtigte Air Berlin, seine Beteiligung von damals 24 Prozent stufenweise auf eine kontrollierende Beteiligung von bis zu 100 Prozent aufzustocken. In einem ersten Schritt erfolgte eine Aufstockung von 24 auf 49,9 Prozent. Die Privatstiftung Lauda übertrug aufgrund einer ihr eingeräumten Put-Option die restlichen 50,1 Prozent ihrer Beteiligung an Niki an die Air Berlin. Die vollständige Übernahme beantragte Air Berlin im März 2010 bei der österreichischen Bundeswettbewerbsbehörde. Am 7. Mai 2010 zog diese den Prüfungsantrag beim Kartellgericht zurück und hat somit die Freigabe für die Beteiligungserhöhung von Air Berlin an Niki nach österreichischem Kartellrecht erteilt.

### Beitritt zur Luftfahrtallianz Oneworld
Im Juli 2010 wurde bekanntgegeben, dass sich Air Berlin der weltweiten Luftfahrtallianz Oneworld anschließen werde. In Vorbereitung auf den Beitritt vereinbarte Air Berlin mit American Airlines und Finnair die Durchführung von Flügen im Rahmen von Codeshare-Abkommen ab dem Winterflugplan 2010/11. Durch die Zusammenarbeit mit American Airlines erhielten Passagiere der Air Berlin den Zugang zum amerikanischen Markt, während mit Finnair Codeshare-Flüge nach Helsinki und innerhalb Europas angeboten wurden.
Im Juni 2011 vereinbarte Air Berlin mit British Airways in Vorbereitung auf den Oneworld-Beitritt ein weiteres Codeshare-Abkommen. Das Kooperationsabkommen umfasste mehr als 40 Verbindungen auf den Europa-Strecken beider Gesellschaften. Weitere neue Strecken wurden durch Codeshare-Abkommen mit Iberia, der heute nicht mehr existierenden Malév und Royal Jordanian erschlossen. Seit Juni 2011 kooperierte zudem InterSky mit Air Berlin.
Im März 2012 wurde der angekündigte Beitritt zu Oneworld dann offiziell vollzogen. Das erweiterte globale Netzwerk umfasste fortan über 800 Ziele in 150 Ländern.
Air Berlin plante, am Flughafen Berlin Brandenburg ab der ursprünglich geplanten Eröffnung 2012 gemeinsam mit ihren Oneworld-Partnern ein Luftfahrt-Drehkreuz zu betreiben. Die verspätete Eröffnung des neuen Flughafens erschwerte das Betreiben eines Drehkreuzes, da die Infrastruktur in Tegel nicht auf ein Drehkreuz ausgelegt war.

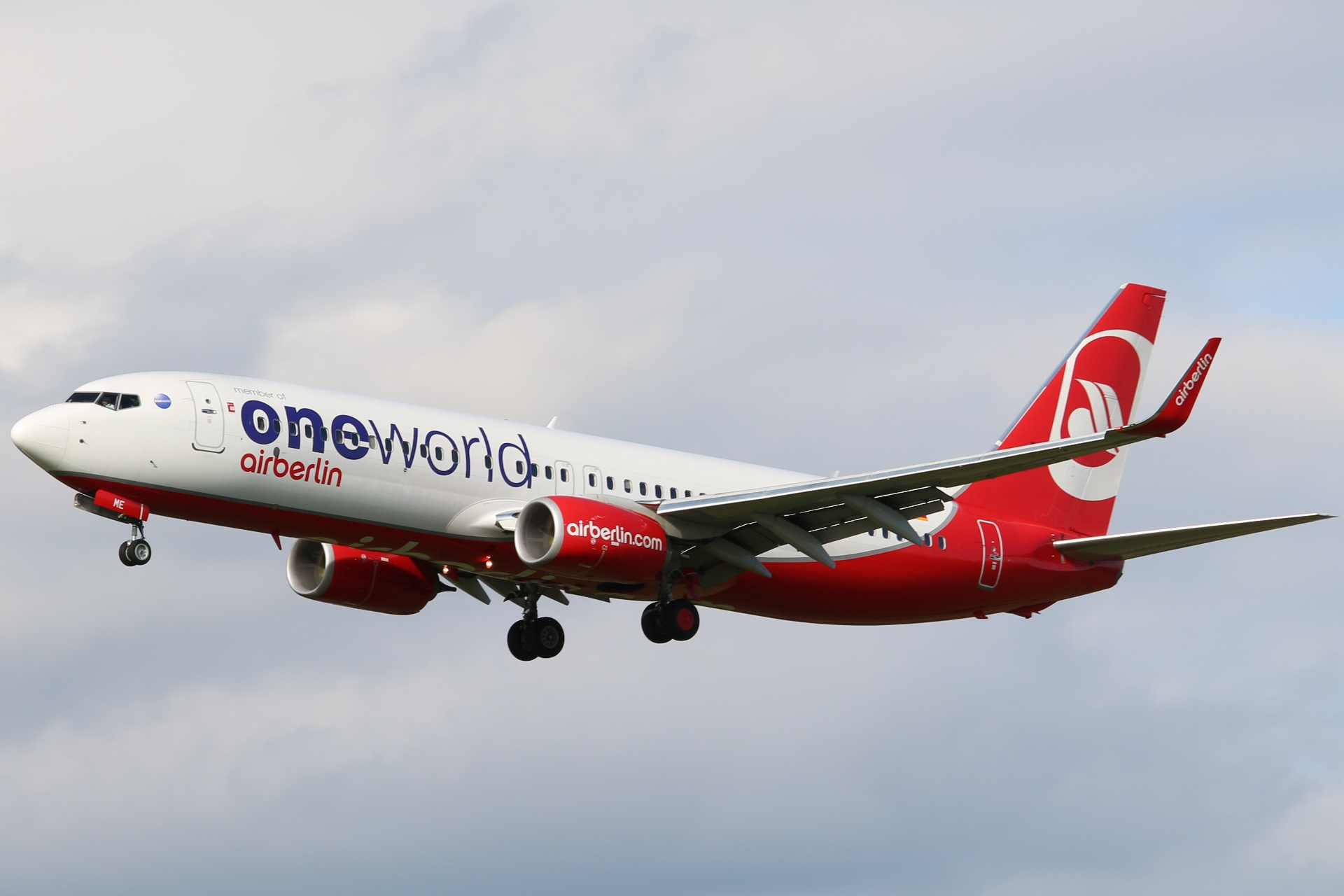
Boeing 737-800 der Air Berlin in Oneworld-Sonderbemalung

Zum 1. April 2011 integrierte Air Berlin die im August 2007 übernommene LTU vollständig. Es gab seither nur noch einen Flugbetrieb und sämtliche Technikbetriebe der Airberlin Group wurden in der neuen Gesellschaft Airberlin Technik GmbH zusammengefasst. Mit der Auflösung des Air Operator Certificate der LTU wurden auch deren Flugzeuge, unter anderem zehn Airbus A330-200 sowie drei A330-300, in die Flotte der Air Berlin integriert. Ebenfalls im April 2011 wurden neue Strecken vom Flughafen Düsseldorf eröffnet.
Seit Mai 2011 bot Air Berlin Nonstop-Verbindungen von Berlin-Tegel nach New York City an und bediente diese Langstrecke seitdem viermal wöchentlich.
Seit September 2011 kooperierte Air Berlin zudem mit der italienischen Fluggesellschaft Meridiana und bot mit ihr zusammen seit dem 30. Oktober 2011 Flüge von Italien nach Deutschland an.

### Ausscheiden von Joachim Hunold
Im August 2011 wurde infolge anhaltender Verluste das Ausscheiden des Gründers Joachim Hunold bekanntgegeben.
Zum 1. September 2011 übergab er sein Amt als CEO übergangsweise an den ehemaligen Vorstandsvorsitzenden der Deutschen Bahn, Hartmut Mehdorn, der nach seinem Ausscheiden bei der Deutschen Bahn bereits 2009 in den Aufsichtsrat des Unternehmens gekommen war und der das Unternehmen bis Januar 2013 führte.
Parallel wurde ein Restrukturierungsprogramm angekündigt: Neben einer Verkleinerung der Flotte wurden in der Folge auch Strecken gestrichen. Beispielsweise wurde nach und nach ein Großteil der Routen nach London eingestellt, beispielsweise aus München. Einige kleine Stationen wie Erfurt-Weimar und Dortmund wurden zum 1. November 2012 ganz aufgegeben. Des Weiteren wurde im September 2011 ein Effizienzprogramm mit dem Namen Shape & Size (‚Form & Größe‘) präsentiert: Neben den Streckeneinstellungen wird auch die Flotte um etwa 10 Prozent reduziert. Insgesamt sollte das Geschäftsmodell vom Bereich der Billigflüge weg und mehr hin zu den anderen Säulen Linien- (zu höheren Preisen) und Urlaubsflüge orientiert werden.

### Einstieg von Etihad Airways

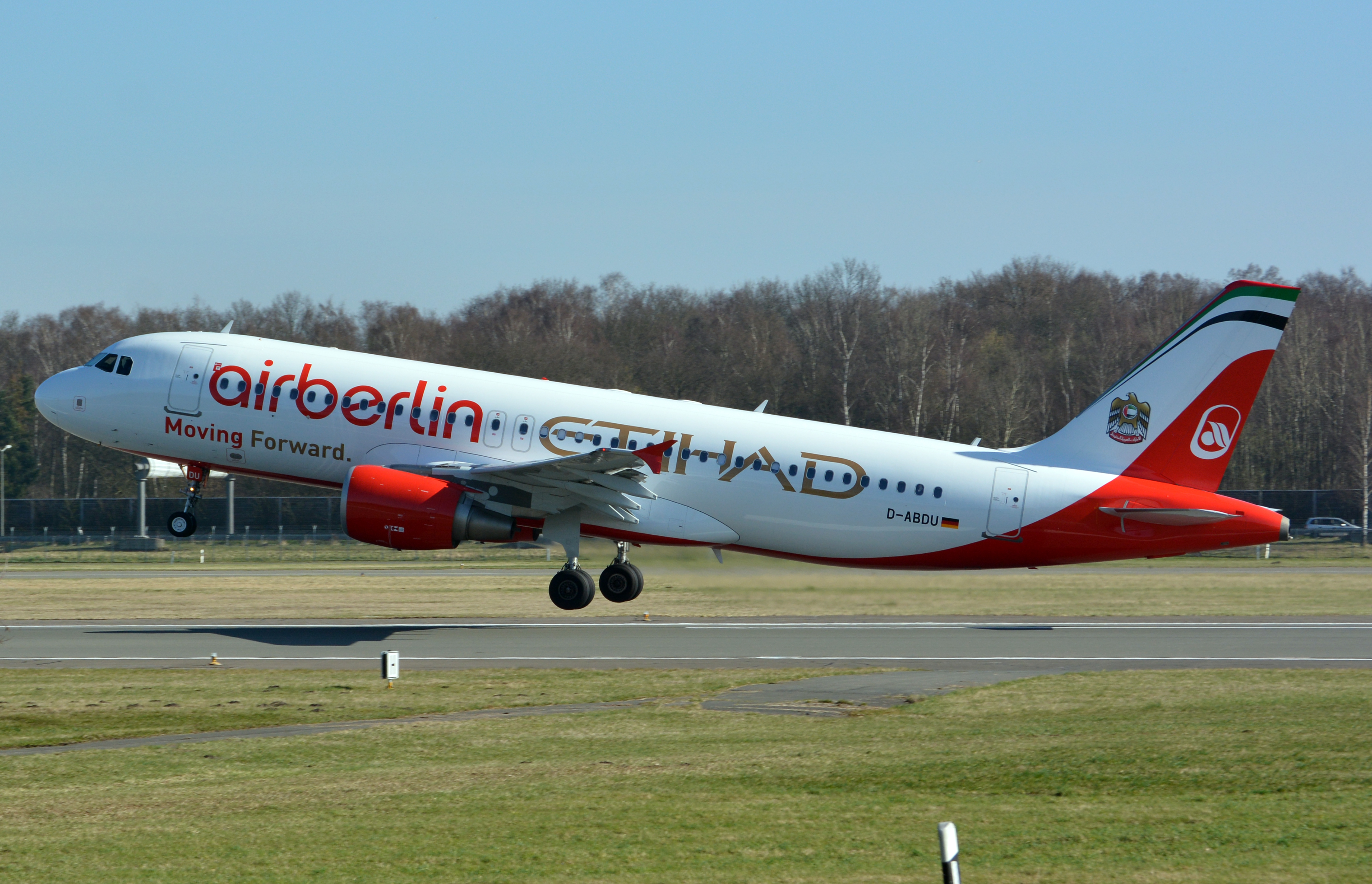
Airbus A320-200 der Air Berlin in Sonderbemalung anlässlich der Kooperation mit Etihad Airways

Im Dezember 2011 teilte Air Berlin mit, dass die arabische Fluggesellschaft Etihad Airways für 73 Millionen Euro ihren Anteil von 2,99 auf 29,21 Prozent aufstockt und damit zum größten Einzelaktionär der Gesellschaft wird. Während dies für die finanziell angeschlagene Air Berlin eine wirtschaftliche Entlastung bedeutete, wollte Etihad von deren europäischem Streckennetz profitieren. Das gemeinsame Streckennetz von Etihad Airways und Air Berlin umfasste 239 Ziele in 77 Ländern. Ab Berlin, Düsseldorf, Frankfurt am Main und München standen durch tägliche Direktflüge insgesamt 42 Verbindungen pro Woche nach Abu Dhabi, der Heimatbasis von Etihad, zur Verfügung. Von dort aus bestanden Weiterflugmöglichkeiten zur Arabischen Halbinsel, nach Asien, Afrika und Australien. Air Berlin flog ab Januar 2012 siebenmal wöchentlich nonstop von Berlin nach Abu Dhabi. Die neue Flugverbindung war auch Auftakt des Codeshare-Abkommens zwischen Air Berlin und Etihad Airways. Seit März 2012 kooperierten auch die Vielfliegerprogramme Topbonus und Etihad Guest. Im Juni 2012 schlossen sich der Kooperation bei den Bonusprogrammen auch airberlin business points und Etihad Airways Business Connect für kleine und mittelständische Unternehmen an.
Im Dezember 2012 gab Air Berlin schließlich bekannt, das Vielfliegerprogramm Topbonus in eine eigene Gesellschaft, Topbonus Limited, auszugliedern. Etihad wurde mit 70 Prozent Anteil größter Anteilseigner der neuen Gesellschaft, während Air Berlin 30 Prozent behielt. Als Kaufpreis für das Vielfliegerprogramm erhielt Air Berlin 184 Millionen Euro von Etihad.

### Wechsel im Management und zunehmende Verluste

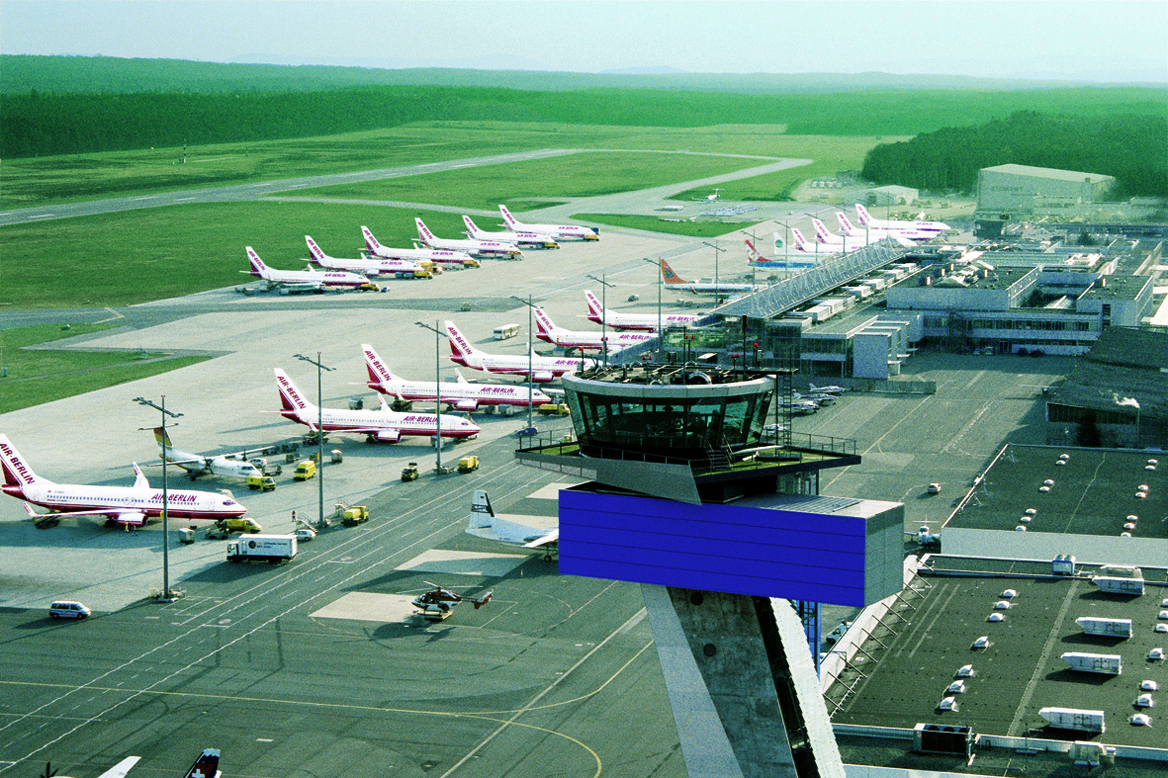
Air-Berlin-Flieger am Nürnberger Flughafen, der bis 2013 als Drehkreuz diente.

Am 7. Januar 2013 gab Air Berlin einen CEO-Wechsel bekannt. Der Österreicher Wolfgang Prock, bisheriger Chief Strategy and Planning Officer, löste Hartmut Mehdorn als Chief Executive Officer ab. Ebenfalls im Januar 2013 wurde bekannt, dass im Zuge der bereits seit geraumer Zeit laufenden Restrukturierungsmaßnahmen etwa 900 Arbeitsplätze abgebaut werden sollen und für die restliche Belegschaft ein Gehaltsverzicht in Höhe von fünf Prozent vorgesehen war. Einige Wochen später wurde verlautbart, dass das Drehkreuz auf dem Flughafen Nürnberg, wo bisher zahlreiche saisonale Urlaubsflüge gebündelt wurden, im Winterflugplan 2013/2014 nicht mehr fortgeführt würde und man sich zukünftig auf Direkt- statt Umsteigeverbindungen im Urlauberverkehr konzentriere.
Mit der Aufnahme der neuen und bis dahin einzigen Verbindung zwischen Berlin und Chicago ab dem 23. März 2013 nutzte Air Berlin das Drehkreuz der American Airlines für Anbindungen innerhalb der USA. Zudem wurden die Frequenzen nach New York, Los Angeles und Miami erneut aufgestockt. Zeitgleich wurden jedoch die saisonalen Nonstop-Flüge nach Las Vegas, San Francisco und Vancouver gestrichen. Im März 2013 wurde die Auflösung des Joint Ventures Air Berlin Turkey bekannt gegeben, das Ende 2011 mit Pegasus Airlines eingegangen worden war.
Mit Stand August 2013 befanden sich nach mehreren Verkäufen lediglich noch zehn Flugzeuge im Eigentum der Air Berlin, der Rest der Flotte wurde per Flugzeugleasing oder Sale-Lease-Back betrieben, was jedoch auch bei anderen Fluggesellschaften üblich ist.
Am 28. April 2014 veröffentlichte das Unternehmen nach mehreren Verzögerungen die Umsatzzahlen des Vorjahres und musste einen Rekordverlust von 315,5 Millionen Euro eingestehen, der weitgehend vom größten Anteilseigner Etihad Airways in Form einer unbefristeten nachrangigen Wandelanleihe über 300 Millionen Euro ausgeglichen wurde. CEO Wolfgang Prock-Schauer kündigte eine „fundamentale Neustrukturierung“ an, nannte aber noch keine Details. Die Aktie des Unternehmens war bis zum 23. Juni 2014 Mitglied im SDAX.
Am 26. September 2014 wurde bekannt gegeben, dass Air Berlin 18 von 25 ausstehenden Boeing 737-800 sowie alle 15 bestellten 787-9 storniert hatte.
Im Oktober 2014 gab das Luftfahrt-Bundesamt bekannt, 34 für den Winterflugplan 2014 geplante Codeshare-Verbindungen von Air Berlin und Etihad nicht mehr zu genehmigen, am 16. Oktober 2014 wurden diese dann aber, zumindest für den Winterflugplan 2014/2015, doch genehmigt. Etihad Airways hatte kurzfristig eine eigene Luftfahrt-Allianz Etihad Airways Partners ins Leben gerufen, um die Probleme der Genehmigung zu lösen. Ende Oktober 2014 wurde bekannt, dass im Laufe des Jahres 2015 ohne Kündigungen 200 weitere Stellen eingespart werden sollen. Am 3. November 2014 wurde der Rücktritt von CEO Wolfgang Prock bekannt, sein Nachfolger wurde zum 1. Februar 2015 Stefan Pichler. Im Dezember 2015 untersagte das Verwaltungsgericht Braunschweig zunächst einige der geplanten Codeshare-Verbindungen mit Etihad, ein Großteil der Verbindungen wurde am 14. Januar 2016 jedoch durch das Niedersächsische Oberverwaltungsgericht wieder genehmigt.
Aufgrund gesunkener Nachfrage wurde im Oktober 2015 die Einstellung aller Flüge nach Russland zum Frühjahr 2016 angekündigt. Im November 2015 gab Air Berlin bekannt, dass das Drehkreuz Flughafen Palma de Mallorca im Sommer 2016 eingestellt werde und die von dort aus bedienten Strecken zum spanischen sowie portugiesischen Festland bis dahin schrittweise gestrichen werden.
Seit Juli 2016 besaß Air Berlin keine eigenen Flugzeuge mehr. Um Kosten zu senken, wurden stattdessen alle Flugzeuge geleast. Leasing ist in der Luftfahrtbranche üblich, gar keine eigenen Flugzeuge zu unterhalten ist jedoch eher unüblich. Die laufenden Leasingraten belasteten den Cashflow, und die Flugzeuge konnten nicht mehr als Kreditsicherheit dienen. Air Berlin vollzog im Geschäftsjahr 2016 die Harmonisierung der Flotte mittels Komplettumstellung auf die Airbus-A320-Familie, was durch die vorherige Umstellung aufs Leasing vereinfacht worden sei. Die Kapazitäten wurden verglichen mit dem Vorjahr um fast zehn Prozent gesenkt. Air Berlin litt unter dem harten Wettbewerb im Luftverkehr und unter der verspäteten Fertigstellung des Flughafens Berlin Brandenburg.
Am 28. September 2016 erklärte Air Berlin, nachdem bereits vorab Medien verschiedentlich berichtet hatten, eine „tiefgreifende Restrukturierung“ des Konzerns. Kern der Restrukturierung war es, dass die Gesellschaft ein „spezialisierter Network Carrier“ mit Konzentration auf Langstreckenflüge von Berlin und Düsseldorf aus mit auf 75 Flugzeuge reduzierter Kernflotte werden sollte. Das touristische Geschäft sollte gemäß der Pläne mit 35 oder bis 60 Flugzeugen in einer separaten Geschäftseinheit zusammengefasst werden. Zudem wurden insgesamt bis zu 40 Flugzeuge an die Lufthansa-Töchter Eurowings und Austrian Airlines verleast, die ab dem Sommerflugplan 2017 für diese eingesetzt werden sollten. Damit einhergehend war die Entlassung von bis zu 1200 Arbeitnehmern (Vollzeitäquivalent) geplant.
Im Oktober 2016 gab Air Berlin zudem Entlassungen bei ihrer Wartungstochter Airberlin Technik bekannt. Neben der Streichung von 500 Stellen in diesem Bereich wurden die Wartungsstandorte Frankfurt, Hamburg, Stuttgart und Nürnberg komplett geschlossen. Im Herbst 2016 wurde im Rahmen der Umstrukturierung ein neues Logo für die Fluggesellschaft in Auftrag gegeben. Der neue Marktauftritt war für Herbst 2017 geplant, wurde wegen der Insolvenz jedoch nicht mehr umgesetzt.
Im Dezember 2016 gab das Unternehmen bekannt, einen Anteil von 49,8 % der Tochtergesellschaft Niki an Etihad Airways veräußern zu wollen. Die Flugrouten nach Südeuropa, darunter auch die traditionelle Route nach Mallorca, sollten dabei ebenfalls an Niki/Etihad verkauft werden. Air Berlin wolle sich künftig auf Geschäftsreisende und Urlaubsflüge über den Atlantik konzentrieren. Die Vereinbarung sollte somit das Geschäftsmodell vereinfachen und führte Air Berlin 300 Mio. Euro für die weitere Restrukturierung zu, die Transaktion war aber bis August 2017 mangels kartellrechtlicher Freigabe noch nicht erfolgt.
Im Februar 2017 wurde Stefan Pichler vom ehemaligen Germanwings-CEO Thomas Winkelmann abgelöst. Air Berlin war seit dem Börsengang im Jahr 2006 kaum rentabel gewesen. Bis 2016 hatten sich innerhalb dreier Jahre 1,14 Milliarden Euro Schulden angesammelt.
Ende April 2017 kündigte Air Berlin für das abgelaufene Geschäftsjahr 2016 ein negatives operatives Ergebnis von −667 Mio. Euro gegenüber −307 Mio. Euro im Geschäftsjahr 2015 an; gleichzeitig zeigte das operative Ergebnis des ersten Quartals 2017 eine weitere Verschlechterung der finanziellen Lage an, mit einem operativen Ergebnis (EBIT) von −272 Mio. Euro (nach −172 Mio. Euro im ersten Quartal 2016).
Im Rahmen weiterer angekündigter Restrukturierungsmassnahmen sollte zum Ende des Sommerflugplans 2017 der Betrieb der Schweizerischen Tochtergesellschaft Belair eingestellt werden. Alle Airbus A320-200 der Gesellschaft sollten an Niki gehen. Laufende Gespräche mit TUI über die Bildung einer gemeinsamen Ferienfluggesellschaft aus Niki und TUIfly wurden im Juni 2017 ergebnislos abgebrochen.

### Insolvenz

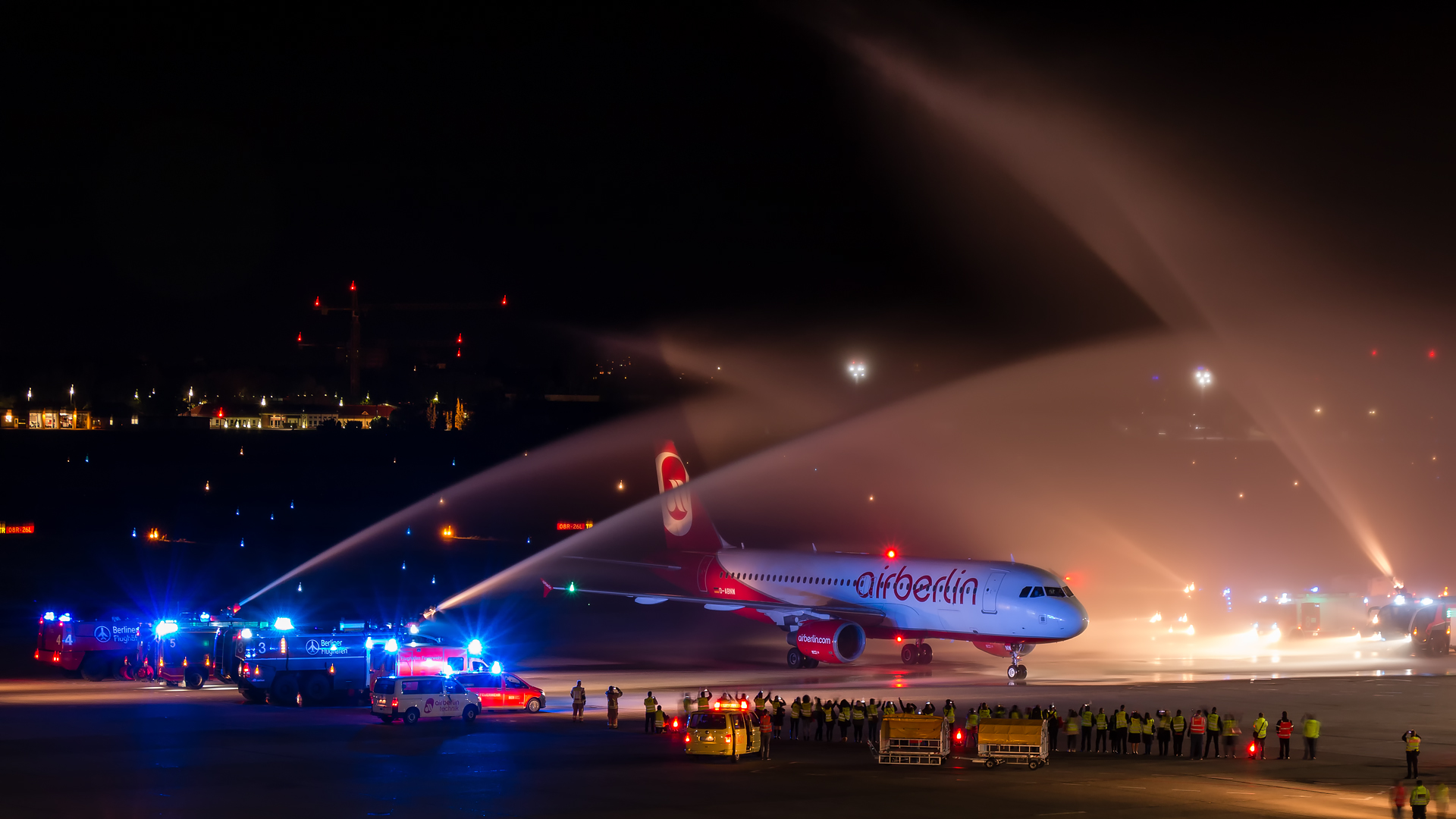
Der letzte Flug, Nr. AB6210, wird in Berlin feierlich in Empfang genommen

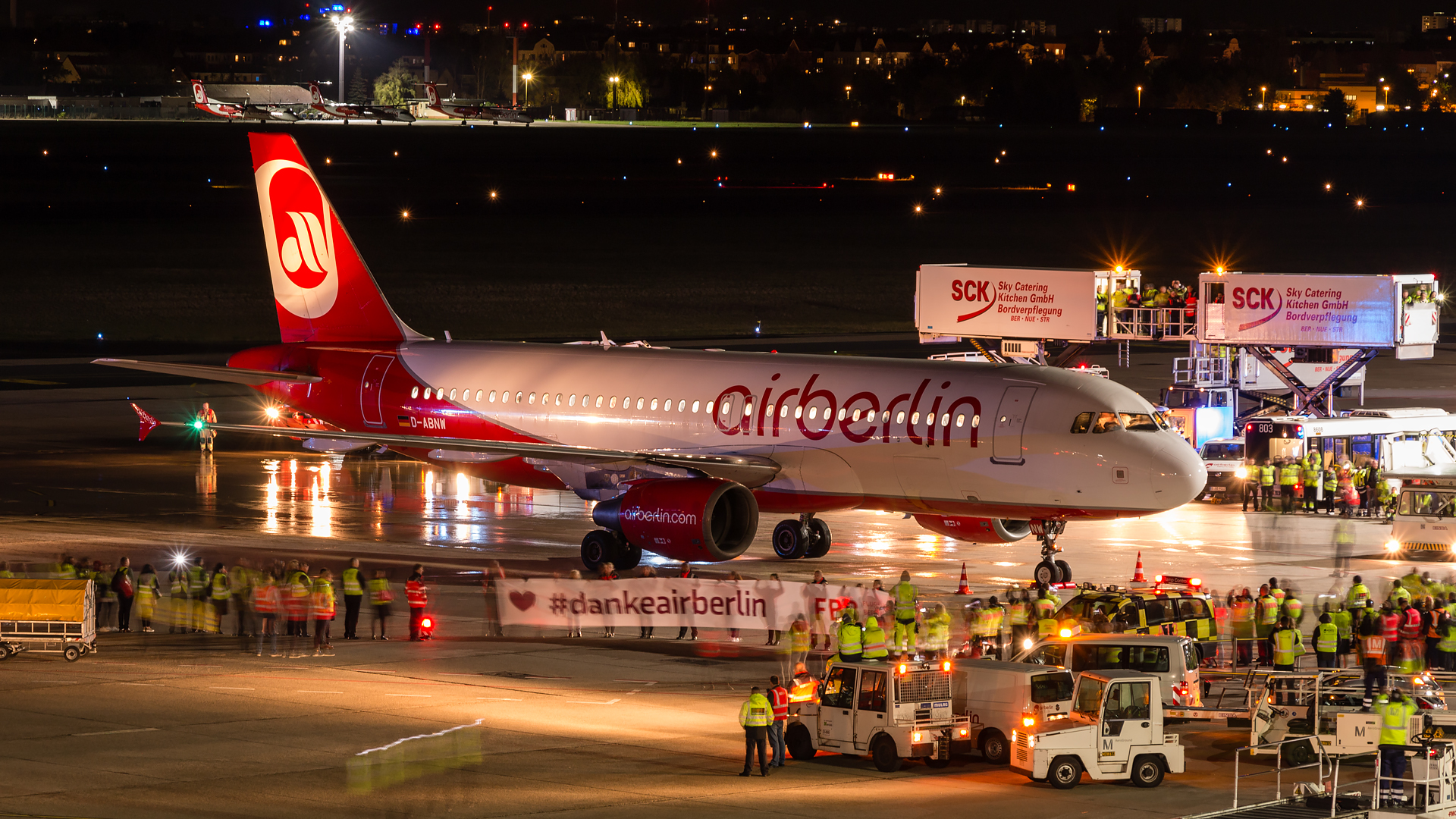
Viele Mitarbeiter von Air Berlin sind gekommen, um den letzten Flug in Berlin zu begrüßen

Am 11. August 2017 kündigte Etihad Air Berlin die weitere finanzielle Unterstützung auf. Am 15. August 2017 stellten die Fluggesellschaft und ihre persönlich haftende Gesellschafterin (Air Berlin PLC) jeweils Antrag auf Eröffnung eines Insolvenzverfahrens in Eigenverwaltung mit dem Sachwalter der Gläubiger, Lucas Flöther, Vorstandschef Thomas Winkelmann und dem Generalbevollmächtigten Frank Kebekus.
Auch für die formal britische PLC wurde dabei gemäß EuInsVO die Zuständigkeit des Amtsgerichts Charlottenburg festgestellt.
Der Flugbetrieb wurde zunächst weitergeführt, finanziert durch einen mit Bundesbürgschaft abgesicherten Übergangskredit in Höhe von 150 Millionen Euro,
der trotz Beschwerde des Konkurrenten Ryanair von der EU-Kartellbehörde genehmigt wurde.
Am 25. August 2017 stellte auch die Gesellschaft, in die das Vielfliegerprogramm Topbonus ausgegliedert ist, und an der Etihad 70 % der Anteile hält, den Insolvenzantrag.
Im Rahmen des Insolvenzverfahrens gaben u. a. Lufthansa, easyJet und Niki Lauda gemeinsam mit Condor Angebote für Teile von Air Berlin ab; die Bieterfrist endete am 15. September 2017. Am 25. September 2017, einen Tag nach der Bundestagswahl, wurde bekanntgegeben, dass man mit Easyjet und Lufthansa über die Übernahme der meisten Flugzeuge verhandle. Außerdem werde man weiter mit anderen Interessenten über den Verkauf von anderen Teilbereichen, wie zum Beispiel Air Berlin Technik, verhandeln. Am 12. Oktober 2017 einigte sich die Lufthansa auf eine Übernahme der Air-Berlin-Tochterunternehmen Niki und LGW sowie den Betrieb von 20 Flugzeugen. Die Anteile sollte 210 Mio. Euro kosten. Die Verhandlungen mit easyJet wurden fortgeführt. Kurz nach Einstellung des Flugbetriebs von Air Berlin teilte das britische Unternehmen mit, dass man sich für 40 Mio. Euro auf die Übernahme von 25 Flugzeugen vom Typ A320 am Flughafen-Standort Tegel geeinigt habe. Für die Maschinen will easyJet Leasing-Verträge abschließen. Bis zu 1000 Piloten und Flugbegleiter sollen auf der Grundlage von mit der Gewerkschaft ver.di ausgehandelten Tarifverträgen eingestellt werden.

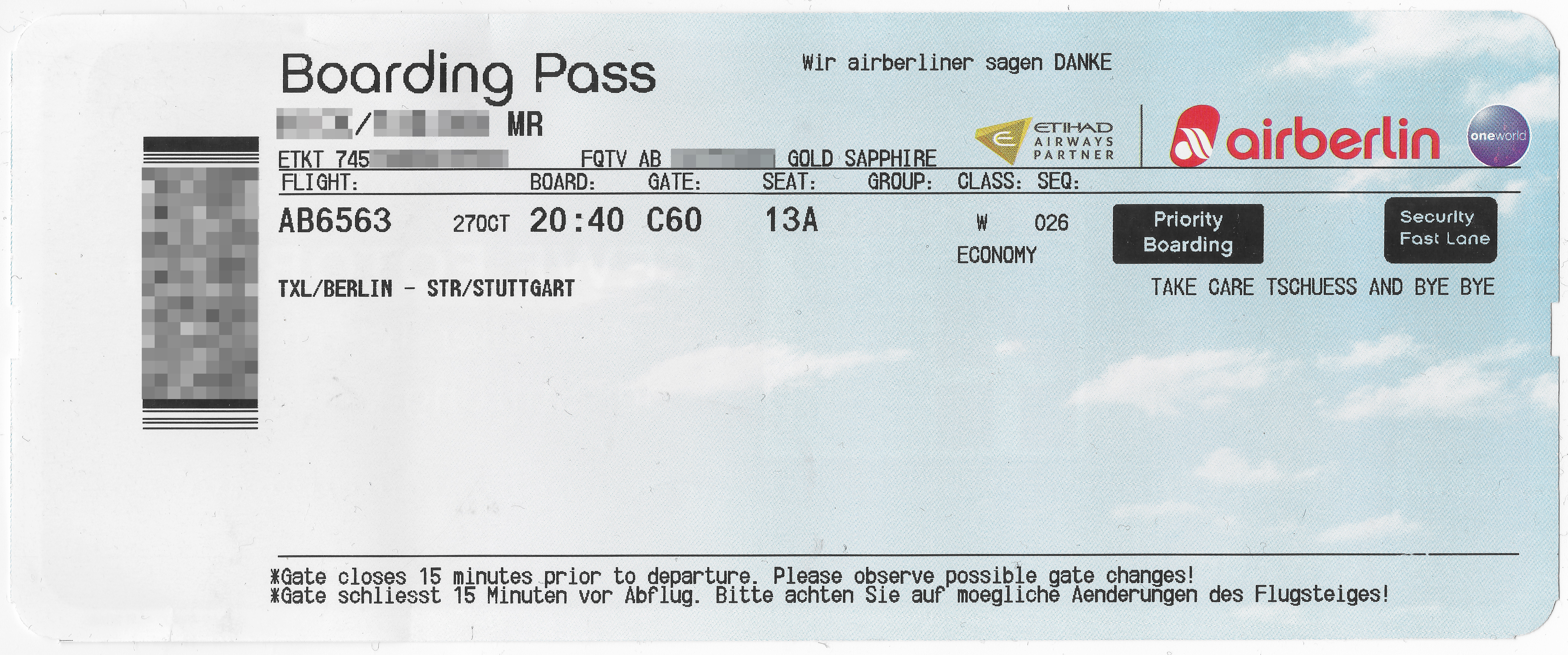
Bordkarte des letzten Air-Berlin-Flugs nach Stuttgart

Am Abend des 27. Oktober 2017 landete kurz vor Mitternacht, nachdem das Flugzeug über Berlin die Form eines stilisierten Herzens abgeflogen war,
der letzte eigenwirtschaftlich durchgeführte Flug von Air Berlin auf dem Flughafen Berlin-Tegel.
Der mit einer Stunde Verspätung aus München kommende Flug mit der Flugnummer AB6210 trug das Funkrufzeichen „BER4EVR“ und wurde vom Flugkapitän David McCaleb und dem Kopiloten Kai Dede durchgeführt.
Bis Ende des Jahres führte Air Berlin danach noch Flüge im Wetlease für Eurowings durch.
Am 1. November 2017 wurde das Insolvenzverfahren über das Vermögen der Air Berlin Gesellschaften eröffnet.
Kurz nach Eröffnung des Insolvenzverfahren, teilte der Insolvenzverwalter eine drohende Masseunzulänglichkeit mit.
Am 12. Dezember wurde der durch easyJet geplante Teil der Übernahme durch die EU-Kommission genehmigt. Die Lufthansa hingegen zog ihr Angebot für Niki wegen der ablehnenden Haltung der Kommission am Tag darauf zurück.
Am 31. Dezember 2017 endeten die Wetlease-Flüge für Eurowings.
Am 16. Januar 2018 wurde bei den Gesellschaften Air Berlin PLC & Co. Luftverkehrs KG, Air Berlin PLC und airberlin technik GmbH die Eigenverwaltung im Insolvenzverfahren aufgehoben und der bisherige Sachwalter Lucas Flöther zum Insolvenzverwalter bestellt.
Die erst 2017 gegründete Air Berlin Aviation wurde von der Thomas Cook Group aus der Insolvenzmasse erworben und führt seitdem unter dem Namen Thomas Cook Aviation Wet-Lease-Flüge für Condor durch.
Die letzte Tochtergesellschaft der Air Berlin, Belair, meldete Mitte August 2018 Insolvenz an.

### Folgen der Insolvenz
Anfang August 2018 teilte das Bundeswirtschaftsministerium mit, dass für die veräußerbaren Werte der insolventen Airline inzwischen 74,4 Millionen Euro in die Staatskasse geflossen seien. Mit weiteren nennenswerten Einnahmen aus der Verwertung des ehemaligen Eigentums der Air Berlin zur Tilgung des 150-Millionen-Euro-Darlehens sei nicht mehr zu rechnen. Die Bundesregierung weigerte sich zuvor, Bundestagsabgeordneten ein Gutachten der Unternehmensberatung PricewaterhouseCoopers (PwC) herauszugeben, selbst unter der Auflage der Geheimhaltung. Für die Regierung bildete das Gutachten die Grundlage, auf der sie dem Darlehen an Air Berlin zustimmte. Die Abgeordneten von Haushalts- und Wirtschaftsausschuss des Bundestags hatten von dem Millionenzuschuss erst nach der Entscheidung und am Tag des Insolvenzantrags erfahren. Die Süddeutsche Zeitung berichtete aus internen Ministeriumsunterlagen, dass Beschäftigte von PwC in Mails an Ministeriumsmitarbeiter deutliche Zweifel daran geäußert hätten, dass Air Berlin tatsächlich genügend Sicherheiten aufweise.
Mitte August 2018, fast ein Jahr nach der Insolvenz der Air Berlin, gab der Insolvenzverwalter bekannt, dass man den Verkauf der Air-Berlin-Marke vorerst stoppen werde. Als Grund nannte er, dass die Domain airberlin.com zusammen mit der Marke Air Berlin noch für das Insolvenzverfahren genutzt werde. Auch gab er bekannt, dass man trotz erster Aussagen höchstwahrscheinlich in der Lage sein werde, die 150 Mio. Euro an die Staatskasse zurückzuzahlen. Man habe bereits mehr als die Hälfte des Geldes zurückbezahlt. Im September 2019 zahlte dann Air Berlin den Millionenkredit vollständig zurück, wenig später auch die gesamten Zinsen.

## Flugziele
Air Berlin hat von ihren Drehkreuzen Düsseldorf und Berlin-Tegel hauptsächlich Ziele in ganz Europa sowie in Nordafrika und Israel angeflogen. Interkontinental wurden Städte in Nord- und Mittelamerika sowie in der Karibik bedient.
Codesharing
Air Berlin unterhielt Codeshare-Abkommen mit folgenden Fluggesellschaften: (oneworld-Mitglieder sind mit * gekennzeichnet)
- Air Baltic
- Air Serbia
- Air Seychelles
- Alitalia
- American Airlines*
- Bangkok Airways
- British Airways*
- Bulgaria Air
- Darwin Airline
- Etihad Airways
- Finnair*
- Flybe
- Hainan Airlines
- Iberia*
- Japan Airlines*
- Jet Airways
- Jetblue[108]
- Meridiana
- Pegasus Airlines
- Royal Jordanian*
- S7 Airlines*
- SriLankan Airlines*
- Virgin Australia

## Flotte

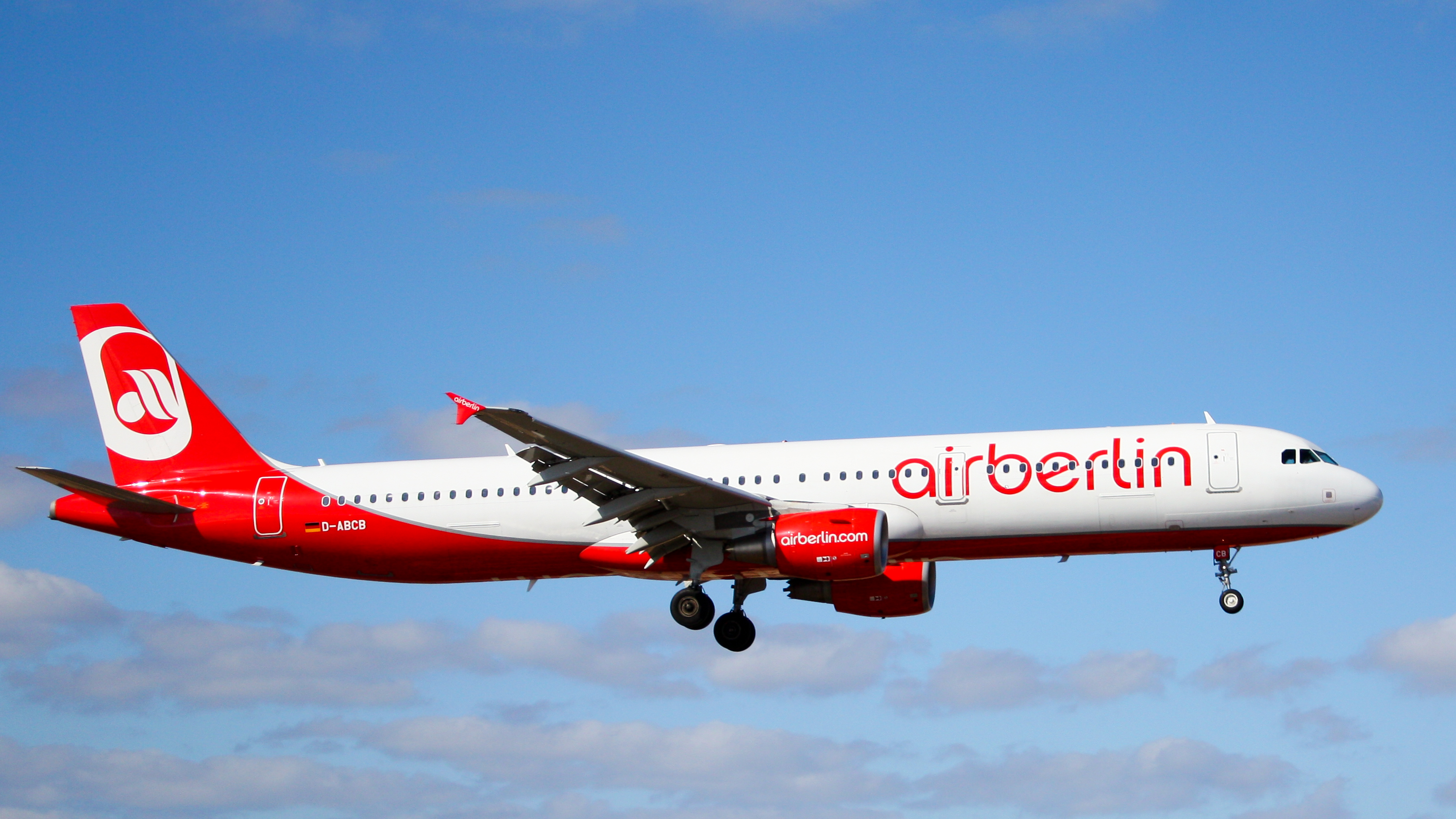
Airbus A321 der Air Berlin

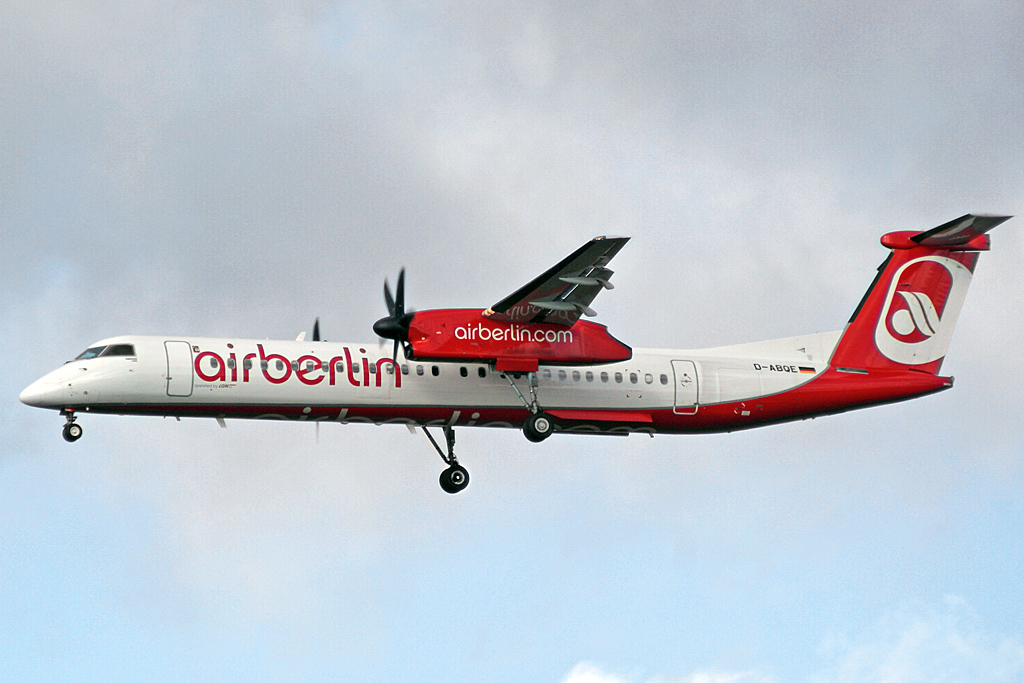
De Havilland DHC-8-400 der Air Berlin

### Flotte kurz vor der Betriebseinstellung
Im August 2017 bestand die Flotte der Air Berlin aus 132 Flugzeugen mit einem Durchschnittsalter von 9,1 Jahren:
| Flugzeugtyp            | Anzahl | bestellt | Anmerkungen | Sitzplätze (Business/Economy) |
| ---------------------- | ------ | -------- | --- | ----------------------------- |
| Airbus A319-100        | 11     |          | verleast an Eurowings                                                                                             | 150 (-/150)                   |
| Airbus A320-200        | 65     |          | 9 mit Sharklets ausgestattet; 21 verleast an Eurowings und 5 an Austrian Airlines                                 | 165 (-/165) 180 (-/180)       |
| Airbus A321-200        | 6      |          | 4 betrieben durch Belair und 2 abgestellt, alle mit Sharklets ausgestattet                                        |                               |
| Airbus A330-200        | 17     |          | 10 übernommen von LTU: Die ehemalige D-ALPA steht mittlerweile wieder in Düsseldorf und dient als Feuerwehr-Übung | 290 (19/271)                  |
| Boeing 737-700         | 5      |          | betrieben durch TUIfly, verleast an Niki                                                                          |                               |
| Boeing 737-800         | 8      |          | betrieben durch TUIfly, verleast an Niki                                                                          |                               |
| De Havilland DHC-8-400 | 20     |          | alle betrieben durch LGW; die Maschinen wurden umlackiert und flogen bis 2020 für Eurowings.                      | 73 (3/70)                     |
| Gesamt                 | 132    | –        | |                               |

### Zuvor eingesetzte Flugzeuge

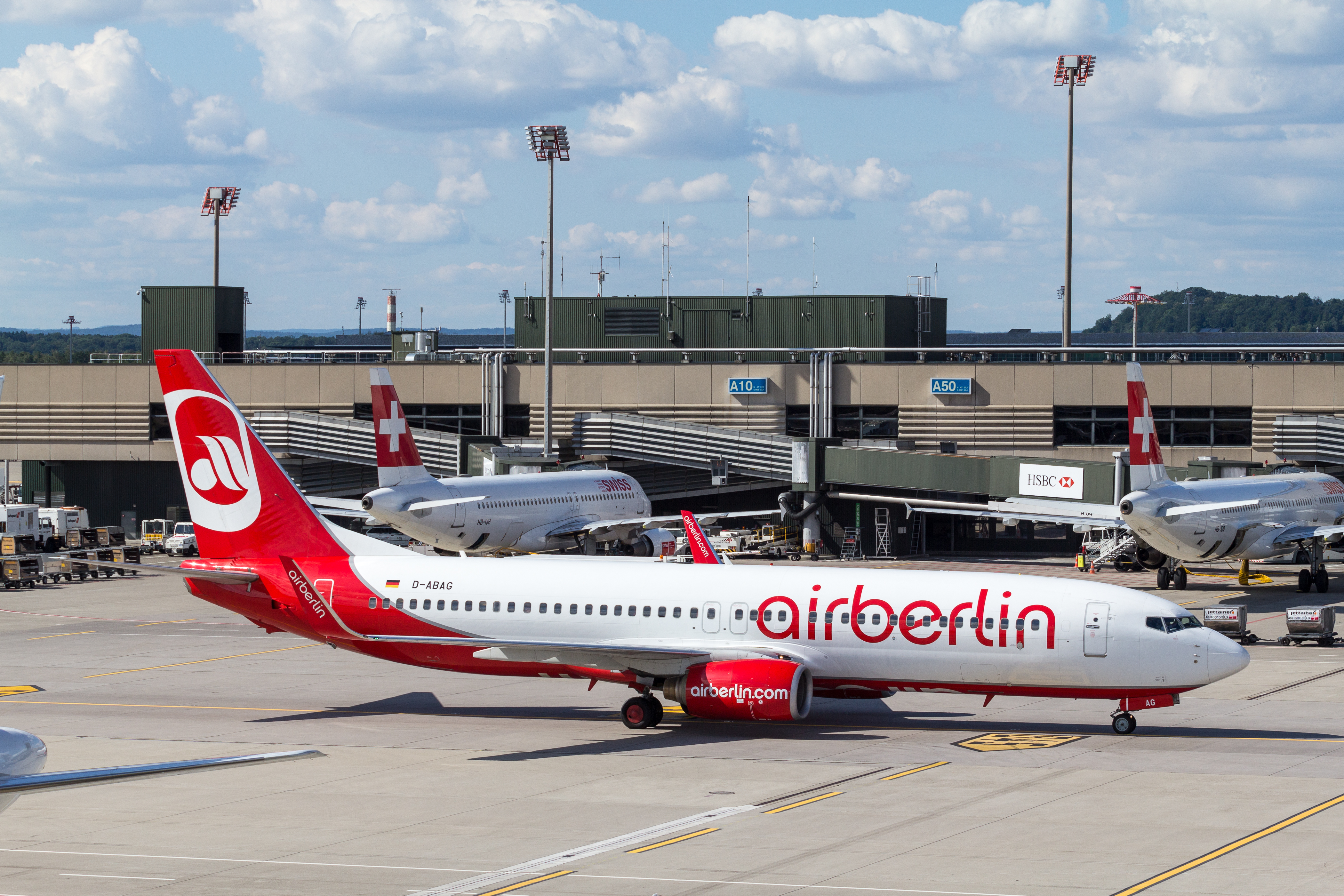
Boeing 737-800 der airberlin (2012) in Zürich

In der Vergangenheit betrieb Air Berlin unter anderem auch folgende Flugzeugtypen:
- Airbus A330-300 (übernommen von LTU, vor Betriebseinstellung ausgeflottet)
- BAe 146
- Boeing 707
- Boeing 737-200/300/400/500
- Boeing 757 (übernommen von Belair)
- Boeing 767 (übernommen von Belair)
- Fokker 100 (geleast von Germania)

Eine Bestellung von 15 Boeing 787-9 wurde am 24. September 2014 storniert.

### Bemalungen

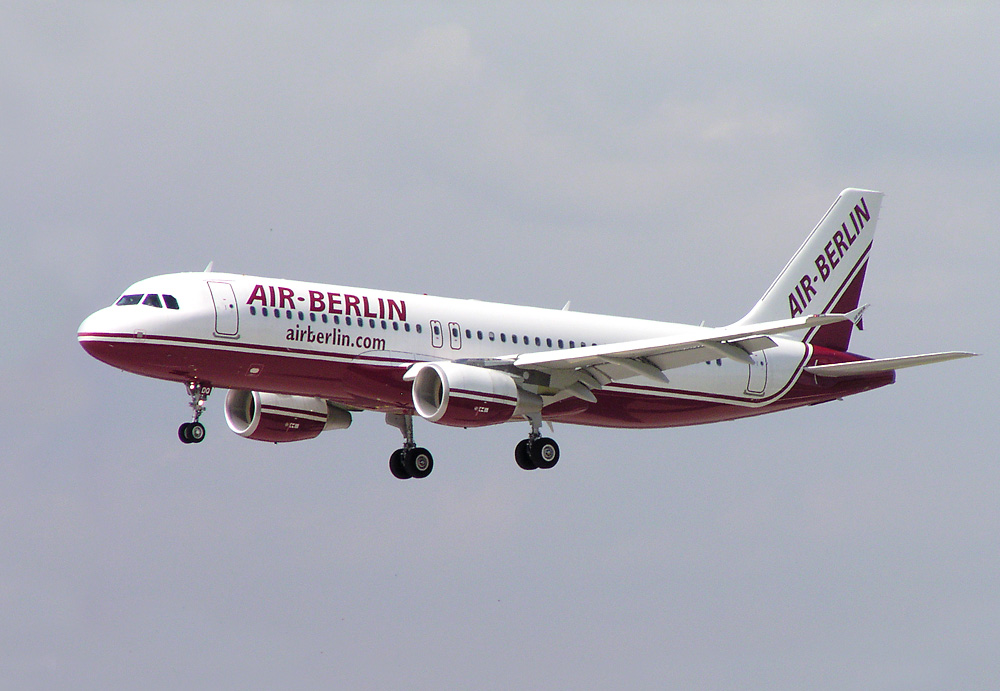
Airbus A320-200 der Air Berlin im alten Farbschema

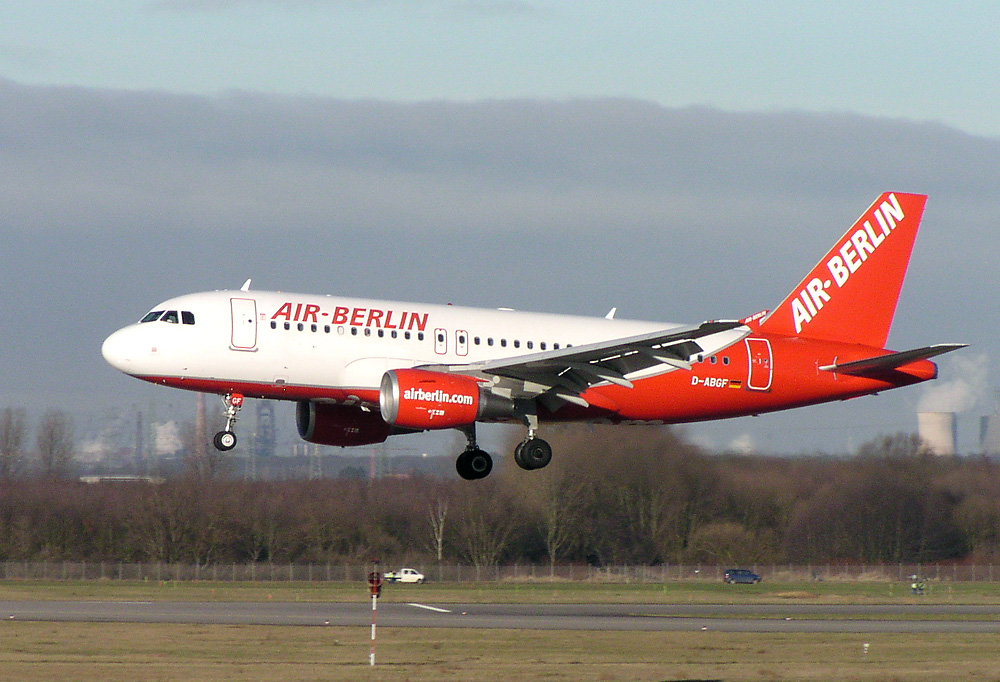
Airbus A319-100 der Air Berlin in Interimsfarben

Durch diverse Übernahmen und Umstrukturierungen gab es bei Air Berlin eine Reihe von Bemalungen der Flugzeuge:
Am 11. April 1986 erhielt Air Berlin eine Boeing 737-300 mit der Luftfahrzeugkennzeichen N67AB und begann mit dieser, die bisherige Bemalung der Air Berlin USA abzulösen. Die Farbgebung bestand aus einem bordeauxroten Rumpf mit grauer Cheatline, die sich bis ins Leitwerk zog. Die graue Cheatline war ab etwa 1998 bei den 737-400 und bei Einführung der 737-800 im Jahr 2001 nicht mehr mit auf dem Rumpf.
Air Berlin stellte im Juni 2007 ihre neue Bemalung vor. Diese ist stark an die letzte Farbgebung der damals erworbenen Tochtergesellschaft LTU angelehnt und verzichtet vollkommen auf das zuvor verwendete Bordeauxrot. Stattdessen sind der untere Teil des Rumpfes, die Triebwerke und das Leitwerk in hellroter Farbe lackiert.
Im Januar 2008 wurden ein neues Logo und ein neuer Schriftzug eingeführt – die neue Grundbemalung vom Juni 2007 blieb dabei unverändert. Nach einer Übergangsphase, in der zeitweise drei parallele Varianten (altes Design, neues Design mit altem Logo, neues Design mit neuem Logo) existierten, trugen alle Flugzeuge der Air-Berlin-Gruppe das neue Farbschema. Das letzte Flugzeug mit dieser Lackierung (D-ASGK) flog bis Januar 2025.
Im Zuge eines neuen Markenauftrittes, welcher im Jahre 2016 geplant worden war, sollten auch die Flugzeuge eine neue Lackierung erhalten, welche mit einem stilisierten Bär in den Farben Schwarz, Rot und Gold auf dem Leitwerk eine Reverenz an die Heimatstadt Berlin und Deutschland darstellen sollte. Durch die Insolvenz konnte dieses Vorhaben jedoch nicht mehr in die Tat umgesetzt werden.
Sonderbemalungen
| Flugzeugtyp     | Luftfahrzeugkennzeichen | Bemalung                    | Zeitraum                                                                                        | Bild |
| --------------- | ----------------------- | --------------------------- | ----------------------------------------------------------------------------------------------- | --- |
| Airbus A320-200 | D-ABDU                  | „Air Berlin/Etihad“         | ab Januar 2014                                                                                  | |
| Airbus A320-200 | D-ABFK                  | „Bitburger Fan Force One“   | ab April 2014                                                                                   | |
| Airbus A320-200 | D-ABFO                  | „Topbonus“                  | Januar 2015 bis September 2016                                                                  | |
| Airbus A320-200 | D-ABHC D-ABHO           | „oneworld“                  | D-ABHC: ab Oktober 2016 D-ABHO: ab Juli 2017                                                    | Bild gesucht Die Wikipedia wünscht sich an dieser Stelle ein Bild. Weitere Infos zum Motiv findest du vielleicht auf der Diskussionsseite . Falls du dabei helfen möchtest, erklärt die Anleitung , wie das geht. |
| Airbus A320-200 | D-ABNB                  | „Discover America“          | Juli 2014 bis Mai 2015                                                                          | |
| Airbus A320-200 | D-ABNM                  | „Flying home for Christmas“ | November 2015 bis März 2017                                                                     | Bild gesucht Die Wikipedia wünscht sich an dieser Stelle ein Bild. Weitere Infos zum Motiv findest du vielleicht auf der Diskussionsseite . Falls du dabei helfen möchtest, erklärt die Anleitung , wie das geht. |
| Airbus A320-200 | D-ABNM                  | „#seeaustralia“             | Januar 2016 bis März 2017                                                                       | Bild gesucht Die Wikipedia wünscht sich an dieser Stelle ein Bild. Weitere Infos zum Motiv findest du vielleicht auf der Diskussionsseite . Falls du dabei helfen möchtest, erklärt die Anleitung , wie das geht. |
| Airbus A321-200 | D-ABCO                  | „AirDüsseldorf“             | September 2015 bis Januar 2017                                                                  | Bild gesucht Die Wikipedia wünscht sich an dieser Stelle ein Bild. Weitere Infos zum Motiv findest du vielleicht auf der Diskussionsseite . Falls du dabei helfen möchtest, erklärt die Anleitung , wie das geht. |
| Airbus A330-200 | D-ABXA                  | „oneworld“                  | ab März 2012                                                                                    | |
| Boeing 737-700  | D-ABBN                  | „Boeing“                    | Mai 2004 bis Mai 2009                                                                           | |
| Boeing 737-800  | D-ABKK                  | „35 Years“                  | April 2014 bis Februar 2015                                                                     | |
| Boeing 737-800  | D-ABMC                  | „Santa Claus Tour 2011“     | November 2011 bis Januar 2012                                                                   | |
| Boeing 737-800  | D-ABMC D-ABME D-ABMF    | „oneworld“                  | D-ABMC: März 2012 bis Mai 2015 D-ABME: Mai 2012 bis April 2016 D-ABMF: Juni 2012 bis April 2016 | |
| Boeing 737-800  | D-ABMJ                  | „Flying home for Christmas“ | November 2012 bis Januar 2013                                                                   | |
| Boeing 737-800  | D-ABML                  | „Flying home for Christmas“ | November 2014 bis Januar 2015                                                                   | |
| Boeing 737-800  | D-ABMS                  | „Flying home for Christmas“ | November 2013 bis Januar 2014                                                                   | Bild gesucht Die Wikipedia wünscht sich an dieser Stelle ein Bild. Weitere Infos zum Motiv findest du vielleicht auf der Diskussionsseite . Falls du dabei helfen möchtest, erklärt die Anleitung , wie das geht. |

## Kabinenausstattung

### Kurz- und Mittelstrecke
In der Kurz- und Mittelstreckenflotte der Air Berlin gab es eine Economy-Klasse und in den Flugzeugtypen A319, A320 und A321 eine Business Class. Die meisten Maschinen verfügten über Bildschirme an der Kabinendecke für die Bordunterhaltung und Fluginformationen. Außerdem gab es in den Maschinen Gepäckablagefächer, Klapptische und Sonnenblenden an den Fenstern.

### Langstrecke

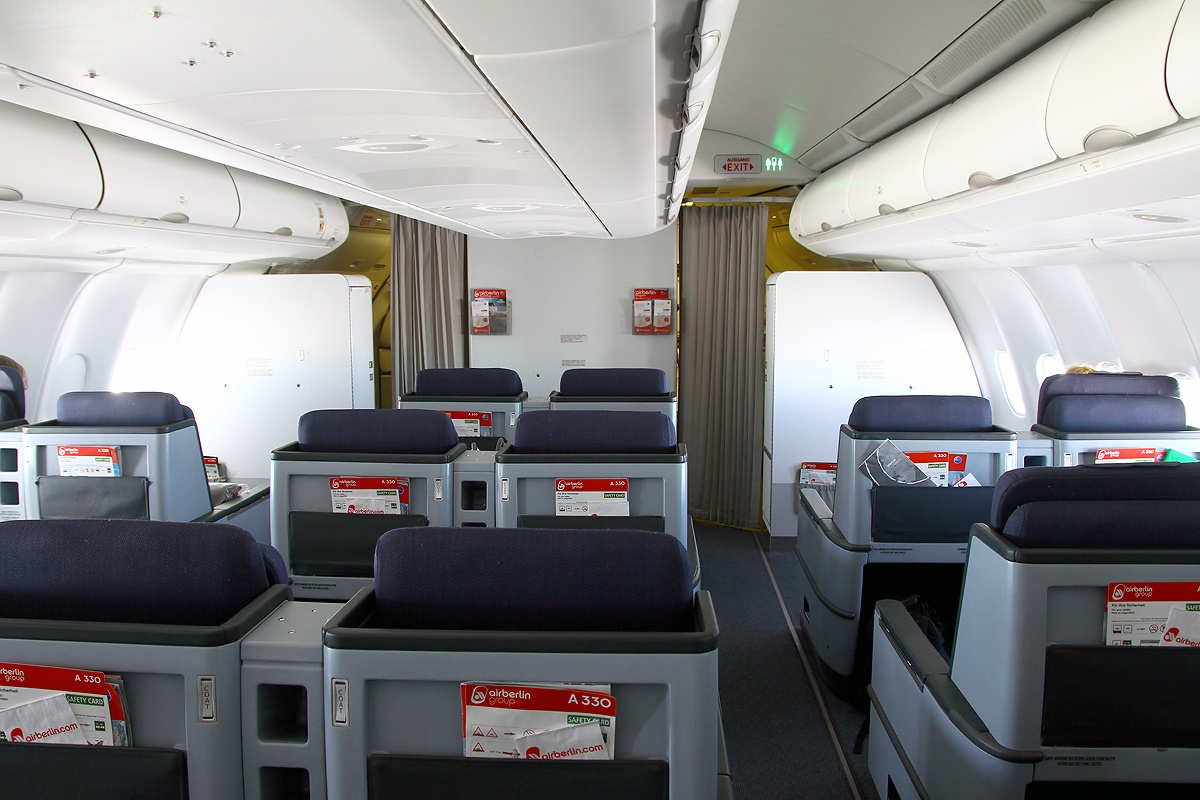
Business-Klasse (Version ab 2012) an Bord eines Airbus A330-200 der Air Berlin

Auf den Airbus A330-200 der Langstreckenflotte wurde eine Economy- und eine Business-Klasse angeboten. Seit einer Modernisierung der Kabine ab Anfang 2012 verfügten zwischenzeitlich alle Maschinen über neue Sitze in beiden Klassen sowie erstmals auch persönliches Inflight Entertainment mit Touchscreen an jedem Platz. Der zu diesem Zeitpunkt eingebaute Sitz der Business-Klasse lässt sich in ein Bett mit etwa 175° Neigung umbauen. Bereits im Januar 2013 präsentierte Air Berlin erneut eine neue, diesmal in Zusammenarbeit mit Etihad Airways entwickelte, Business-Klasse. Die abermals neuen Sitze lassen sich erstmals in ein vollständig flaches Bett mit 180° Neigung umbauen und verfügen über einen 15 Zoll großen Bildschirm sowie gegenüber dem Vorgängermodell erhöhte Seitenwände.
Air Berlin plante, seine gesamte Flotte bis 2017 mit WLAN zum Zugriff auf das Entertainmentsystem und das Internet auszustatten. Die Umrüstung begann in der zweiten Jahreshälfte 2014. Unter dem Namen airberlin connect stand ab einer Flughöhe von 10.000 Fuß eine kostenpflichtige Internetverbindung mit Geschwindigkeiten auf dem Niveau von 3G-Verbindungen zur Verfügung. Hierbei war die Verwendung von Voice-over-IP-Diensten nicht gestattet.

## Tochtergesellschaften und Kooperationen
Ausgewählte Beteiligungen und Tochtergesellschaften der Air Berlin PLC & Co. Luftverkehrs KG:

### Airberlin Holidays
Der Unternehmer und L’TUR-Gründer Karlheinz Kögel und Air Berlin gaben am 14. Januar 2008 die Gründung eines Gemeinschaftsunternehmens bekannt, der damaligen Binoli und heutigen Airberlin Holidays GmbH mit Sitz in Baden-Baden. Kögel hält 51 Prozent der Anteile, Air Berlin die restlichen 49 Prozent. Das Gemeinschaftsunternehmen betrieb eine Online-Reiseplattform, die zwischen 2008 und 2013 unter dem Namen „Binoli“ (ein Akronym für Billig fliegen, nobel liegen) am Markt auftrat und seit April 2013 als Airberlin Holidays auftrat. Seit 2015 trat das Unternehmen ausschließlich als Onlinereisevermittler für Pauschalreisen auf, zuvor als Reiseveranstalter.

### Airberlin Technik

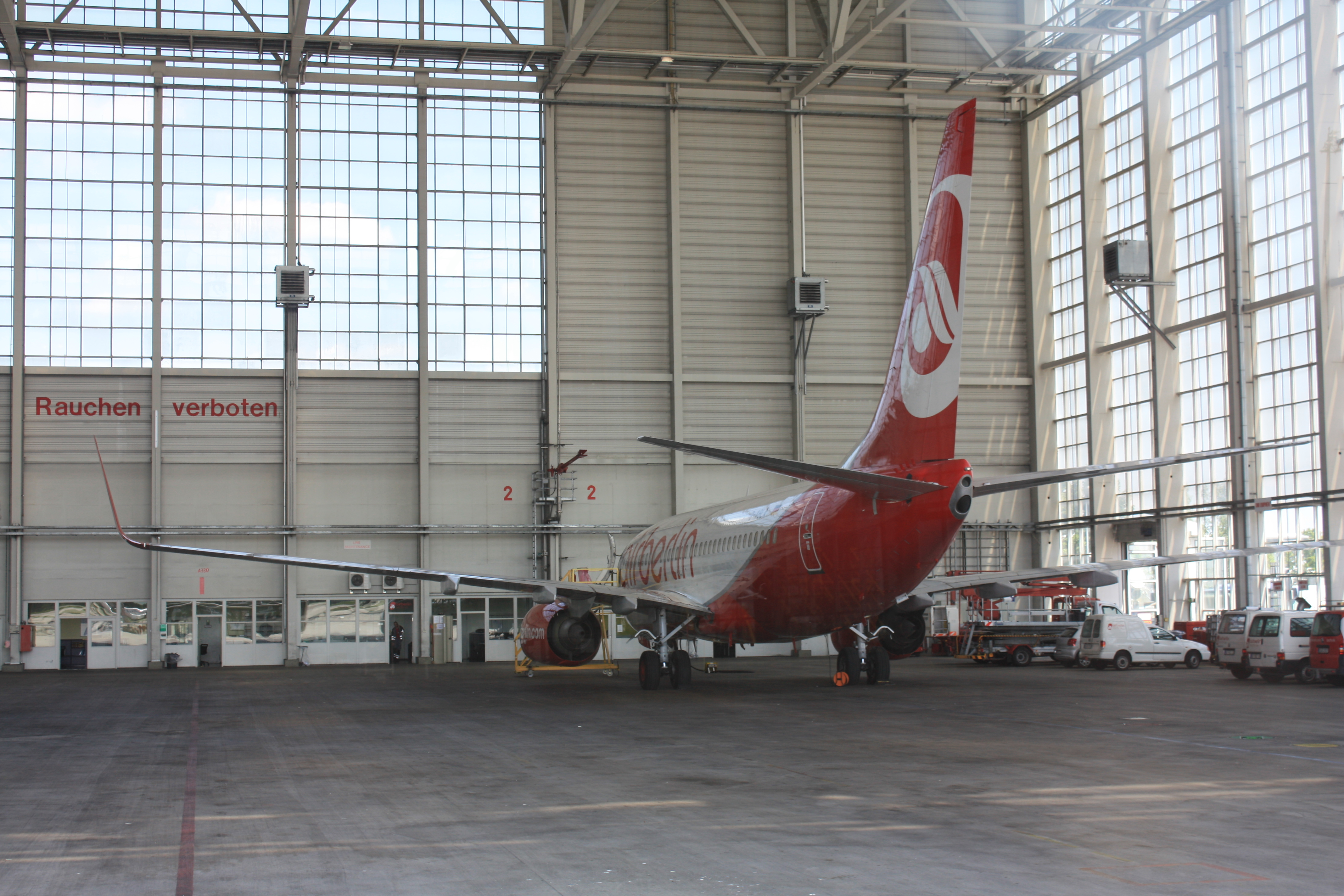
Boeing 737 der Air Berlin in einer Wartungshalle der Airberlin Technik am Flughafen München

Die Airberlin Technik GmbH war als EASA-Part-145-Organisation zertifiziert. Mit rund 1800 Mitarbeitern wartete sie sowohl das Fluggerät der Air Berlin Group als auch das anderer Fluggesellschaften. Airberlin Technik wurde von verschiedenen nationalen Luftfahrtbehörden wie der USA FAA-145, Canadian CAA-145, Aruba EASA-145, Federal Aviation Authority of Russia und der GCAA der Vereinigten Arabischen Emirate anerkannt.

### Airberlin Flightschool
Seit 2007 bot Air Berlin unter dem Namen Airberlin Flightschool in Zusammenarbeit mit der Flugschule TFC Käufer eine etwa zweijährige Ausbildung zum Verkehrsflugzeugführer an. Im Februar 2009 erhielt die Airberlin Flightschool als erste deutsche Flugschule die Ausbildungsgenehmigung des Luftfahrt-Bundesamtes für das neue Konzept der Multi-Crew Pilot Licence.

## Air Berlin PLC
Die Air Berlin PLC mit Satzungssitz im britischen London und Verwaltungssitz sowie Zweigniederlassung in Berlin war das börsennotierte Mutterunternehmen der Unternehmensgruppe Airberlin Group. Die Gesellschaft führte mit den hundertprozentigen Tochtergesellschaften Air Berlin, deren Komplementärin sie war, Niki Luftfahrt und Belair Airlines, drei Fluggesellschaften. Neben Air Berlin trat auch die österreichische Niki als Fluggesellschaft am Markt auf, die Schweizer Belair hingegen agierte unter dem Markenauftritt von Air Berlin.
Bei den Aktien der Air Berlin handelte es sich um Namensaktien. Seit Mai 2006 wurden sie an der Frankfurter Wertpapierbörse gehandelt, bis Januar 2018 notierten sie dort im Prime Standard.

### Kennzahlen
Kennzahlen der Air Berlin PLC (Konzern):
| Jahr                               | 2003  | 2004  | 2005   | 2006  | 2007  | 2008  | 2009  | 2010  | 2011   | 2012  | 2013   | 2014   | 2015   | 2016   |
| ---------------------------------- | ----- | ----- | ------ | ----- | ----- | ----- | ----- | ----- | ------ | ----- | ------ | ------ | ------ | ------ |
| Umsatz (in Mrd. Euro)              | 0,863 | 1,034 | 1,215  | 1,575 | 2,537 | 3,401 | 3,240 | 3,724 | 4,227  | 4,312 | 4,147  | 4,160  | 4,082  | 3,785  |
| Gewinn/Verlust (in Mio. Euro)      | 36,7  | −2,9  | −115,9 | 40,1  | 21,0  | −75,0 | −9,5  | −97,2 | −271,8 | 6,8   | −315,5 | −376,7 | −446,6 | −781,9 |
| Mitarbeiter                        | 1956  | 2146  | 2764   | 4108  | 8360  | 8311  | 8278  | 8900  | 9113   | 9284  | 8905   | 8440   | 8869   | 8481   |
| Fluggäste (Mio.)                   | 10,02 | 16,06 | 17,51  | 19,70 | 27,86 | 28,56 | 27,91 | 33,59 | 35,30  | 33,40 | 31,54  | 31,72  | 30,25  | 28,92  |
| Auslastung (in Prozent)            | 76,72 | 79,52 | 75,23  | 75,27 | 77,22 | 78,36 | 77,26 | 76,79 | 78,21  | 79,80 | 84,85  | 83,46  | 84,18  | 84,30  |
| Flugzeuge (operativ am Jahresende) | 46    | 47    | 79     | 117   | 124   | 125   | 152   | 169   | 170    | 155   | 140    | 149    | 153    | 139    |

### Eigentümer
Aktionäre der Air Berlin PLC mit Stand 31. Dezember 2016:
| Anteil in Prozent | Anteilseigner  |
| ----------------- | -------------- |
| 58,77             | Streubesitz    |
| 29,21             | Etihad Airways |
| 12,02             | ESAS Holding   |

| Anteil in Prozent | Land                         |
| ----------------- | ---------------------------- |
| 56,35             | Deutschland                  |
| 29,22             | Vereinigte Arabische Emirate |
| 12,10             | Türkei                       |
| 0,69              | Österreich                   |
| 0,25              | Schweiz                      |
| 0,03              | Liechtenstein                |
| 1,03              | andere EU-Staaten/EWR        |
| 0,33              | übrige Staaten               |

## Kritik
- Im Streit mit dem Land Berlin um die Verlegung des Flugbetriebs von Berlin-Tegel auf den neuen Flughafen Berlin Brandenburg versuchte Air Berlin Druck auszuüben und drohte mit Verlegung des Sitzes und der Änderung des Firmennamens. Eine Klage, die Air Berlin wie auch andere Fluggesellschaften gegen die Schließung des Flughafens Tegel angestrengt hatte, wurde 2005 letztinstanzlich abgewiesen.[125] Später plante Air Berlin, ein Luftfahrt-Drehkreuz am Flughafen Berlin Brandenburg zu betreiben.[29]
- Air Berlin wurde von verschiedener Seite für seine Mitarbeiterpolitik kritisiert. Stein des Anstoßes waren dabei die öffentlichen Äußerungen des damaligen CEOs Joachim Hunold, die Mitarbeiter seines Unternehmens bräuchten keine Gewerkschaften oder Mitbestimmung.[126] Bis 2007 waren die Mitarbeiter der Air Berlin und der zugehörigen Unternehmen kaum organisiert. Während dies von Seiten der Air Berlin mit dem Hinweis auf ein gutes Betriebsklima kommentiert wurde, vermuteten Kritiker u. a. auf Seiten der Vereinigung Cockpit, dass das Unternehmen die Gründung von Betriebsräten systematisch unterbinde. Auch im Wechsel der Gesellschaftsform von der deutschen GmbH zur PLC nach britischem Recht wurde ein taktischer Schachzug zur Beschneidung der Arbeitnehmerrechte gesehen. Am 7. August 2007 hat sich Air Berlin mit der Vereinigung Cockpit und ver.di erstmals auf Tarifverträge für die 805 Piloten und 1442 Flugbegleiter geeinigt.
- Air Berlin geriet immer wieder wegen der hohen Anzahl an unbearbeiteten Kundenanfragen in die Kritik. So berichtete Die Welt, im Herbst 2012 hätten sich rund 65.000 unbeantwortete Anfragen angesammelt. Im August 2013 seien es noch 30.000 unbearbeitete Anfragen oder Beschwerden gewesen. Experten stuften den Rückstau als „außergewöhnliches Ausmaß“ ein. Air Berlin habe aus Kostenaspekten eine bewusste Reduktion des Serviceniveaus vorangetrieben.[127] Mitunter würden alte Fälle auch ganz ohne Antwort geschlossen. Andere Fluggäste erhielten pauschale Entschädigungen (75 Euro Bargeld, 120 Euro Fluggutschein oder 10.000 Prämienmeilen), damit der Fall möglichst schnell geschlossen würde.[128]